# Pictorii din Skagen

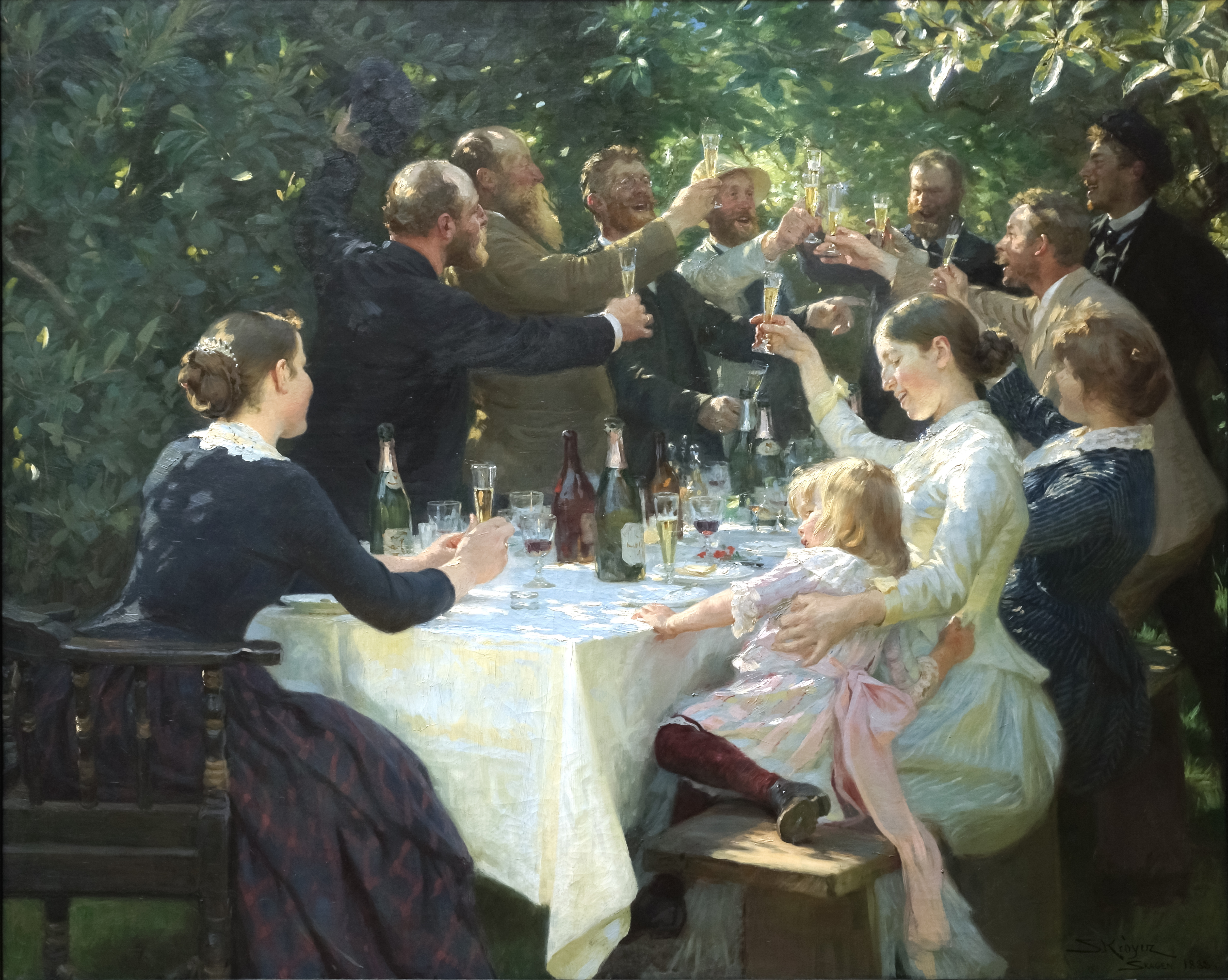
P.S. Krøyer: Hip, Hip, Hurrah! (1888) prezentând sărbătoarea din cadrul grupului

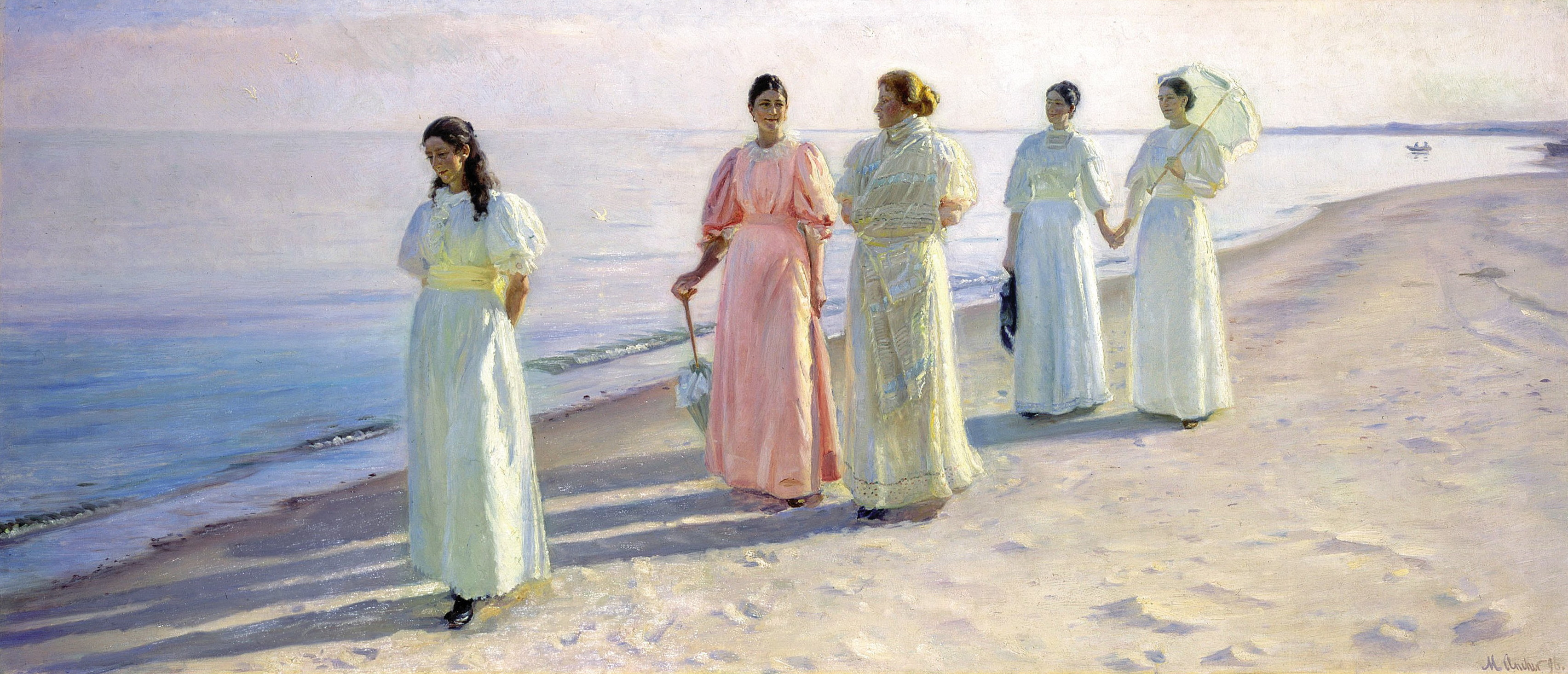
Michael Ancher: A Stroll on the Beach (1896)

Pictorii din Skagen a fost un grup de artiști scandinavi care s-au adunat în satul Skagen, cel mai nordic punct al Danemarcei, de la sfârșitul anilor 1870 până la începutul secolului al XX-lea. Skagen era o destinație de vară ale cărei peisaj și calitate a luminii îi atrăgea pe artiștii nordici să picteze în aer liber, emulând impresioniștii francezi - deși membrii coloniei Skagen erau, de asemenea, influențați de mișcări realiste precum școala de la Barbizon. Ei s-au despărțit de tradițiile destul de rigide ale Academiei Regale Daneze de Arte Plastice și ale Academiei Regale de Arte din Suedia, susținând cele mai recente tendințe pe care le-au învățat la Paris. În cadrul grupului s-au aflat Anna și Michael Ancher, Peder Severin Krøyer, Holger Drachmann, Karl Madsen, Laurits Tuxen, Marie Krøyer, Carl Locher, Viggo Johansen și Thorvald Niss din Danemarca, Oscar Björck și Johan Krouthén din Suedia, Christian Krohg și Eilif Peterssen din Norvegia. Grupul s-a reunit în mod regulat la Brøndums Inn.
Skagen, aflat chiar în nordul Iutlandei, a fost cea mai mare comunitate de pescuit din Danemarca, mai mult de jumătate din populația sa fiind angajată în aceasta activitate. Dintre localnici, pescarii au fost de departe cel mai comun subiect pentru pictorii din Skagen. Plajele lungi din Skagen au fost exploatate în peisajele realizate de grup; P.S. Krøyer, unul dintre cei mai cunoscuți dintre pictorii din Skagen, a fost inspirat de lumina orei albastre a serii, care a creat iluzia ca apa și cerul par că se îmbină. Acest lucru a este prezentat într-una dintre cele mai faimoase picturi ale sale, Seară de vară pe plaja din Skagen - artistul și soția sa (1899). Deși pictorii aveau propriile lor stiluri individuale, fără nici o cerință de a adera la o abordare sau manifestare comună, unul dintre interesele lor comune era să picteze scene din propriile adunări sociale, jucând cărți, sărbătorind sau pur și simplu mâncând împreună.
Michael Ancher a atras atenția asupra atracțiilor zonei când Will he round the point? (1885) a fost achiziționată de regele Christian al IX-lea. S-a căsătorit cu Anna Brøndum, singurul membru al grupului din Skagen, care a devenit o femeie pionier în domeniu într-un moment în care femeilor nu li se permitea să studieze la Academia regală din Danemarca. Astăzi, Muzeul Skagens, fondat în sala de mese de la Hotelul Brøndum, în octombrie 1908, găzduiește multe dintre operele lor de artă, aproximativ 1.800 de piese în total. Multe dintre tablouri au fost digitalizate în cadrul proiectului Google Art și sunt accesibile online. În 2008, Muzeul de artă modernă Arken din Copenhaga a prezentat „Pictorii din Skagen - într-o lumină nouă”, iar în 2013, Muzeul Național al Femeilor în Arte din Washington, DC a prezentat „A World Apart: Anna Ancher și colonia de artă din Skagen”.

## Istoria

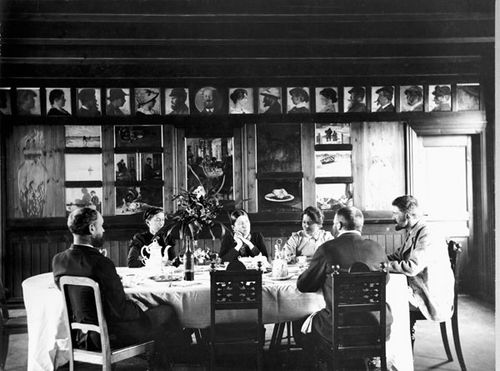
Sala de mese din hotelul Brøndums (1891) prezentând o parte din grup și tabloul portretelor lor

Primul artist notabil care a pictat în Skagen a fost Martinus Rørbye (1803-1848), unul dintre personajele centrale ale epocii de aur a picturii daneze. Prima sa vizită a fost în 1833, dar s-a întors până la sfârșitul vieții sale în 1847 și 1848. El este cunoscut în special pentru Bărbați din Skagen într-o seară de vară pe o vreme frumoasă pictată în 1848. Un alt pictor marin, Vilhelm Melbye (1824-1882), a vizitat Skagen în 1848, pictând Vedere a Skagenului. Potrivit lui Karl Madsen, pictorul Peter Raadsig (1806-1882) a vizitat orașul în mai multe ocazii între 1862 și 1870, pictând dunele și pescarii. Christian Blache (1838-1920), un alt pictor marin, a vizitat mai întâi Skagen în 1869, când a pictat Farul gri. Datorită influenței sale, poetul și dramaturgul Holger Drachmann a vizitat orașul în 1871.
În anii 1860 și 1870, în ciuda tendințelor evolutive din Europa, mai ales de la Paris, care îmbrățișau realismul și impresionismul, Academia regală daneză de arte frumoase și Academia regală de Arte a Suediei au refuzat să își schimbe abordarea, insistând că studenții lor ar trebui să continue să picteze stilurile preferate ale istorismului și neoclasicismului. Printre cei care au fost din ce în ce mai frustrați de această abordare au fost Michael Ancher, Karl Madsen și Viggo Johansen, care la începutul anilor 1870 studiau la Academia regală daneză de la Copenhaga. Madsen, care vizitase deja Skagen în 1871, în timp ce locuia cu unchiul său în apropiere la Frederikshavn, l-a invitat pe Ancher să i se alăture în 1874, pentru a picta pescarii locali. A devenit un prieten al familiei Brøndum, care avea un magazin cu un bar care a fost extins în curând pentru a deveni casa de oaspeți Brøndums Gastgiveri. A fost invitat la confirmarea fiicei sale, de 15 ani, Anna și a manifestat un interes imediat pentru ea. În anul următor, s-a întors la Skagen, atât cu Madsen, cât și cu Viggo Johansen, care erau puternic influențați de impresionismul francez. Johansen, în special, a început să picteze scene în aer liber combinând impresionismul cu realismul.

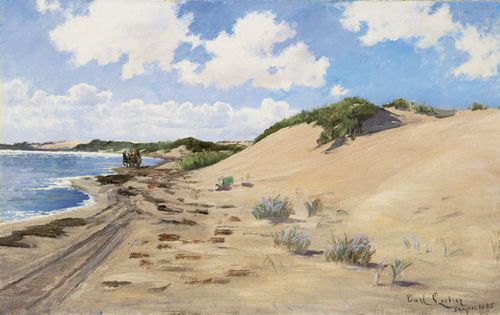
Carl Locher, Trăsura poștei pe plaja din Skagen (c. 1890)

În 1876 și mai ales în 1877, alți câțiva artiști au petrecut vara în Skagen, folosind casa lui Brøndum pentru cazare și pentru adunările lor frecvente. Michael Ancher a făcut din Skagen noua sa casă. El s-a logodit în anul 1878 cu Anna Brøndum și s-a căsătorit cu ea în 1880. Locuința lor a devenit apoi un punct focal pentru artiști, mai ales după ce regele Christian al IX-lea a cumpărat pictura lui Ancher Will he round the point? Anna Ancher a devenit foarte interesată de pictură după ce artiștii au început să rămână la hanul familiei, lăsându-și picturile să se usuce în camerele lor când plecau pentru restul zilei. Le-a studiat cu atenție, iar în 1875 a urmat școala de artă a lui Vilhelm Kyhn din Copenhaga. Ea a fost ulterior influențată de Christian Krohg, care a învățat-o arta de a picta oameni în viața lor de zi cu zi și de a folosi pe deplin culoarea. Krohg a venit pentru prima dată la Skagen în vara anului 1878, încurajat de Georg Brandes, pe care l-a întâlnit la Berlin. A adus cu el multe dintre cele mai recente tendințe artistice internaționale, influențându-i pe ceilalți membri ai grupului. Întâlnirile sale cu populația locală au exercitat, de asemenea, o influență puternică asupra propriei sale activități.

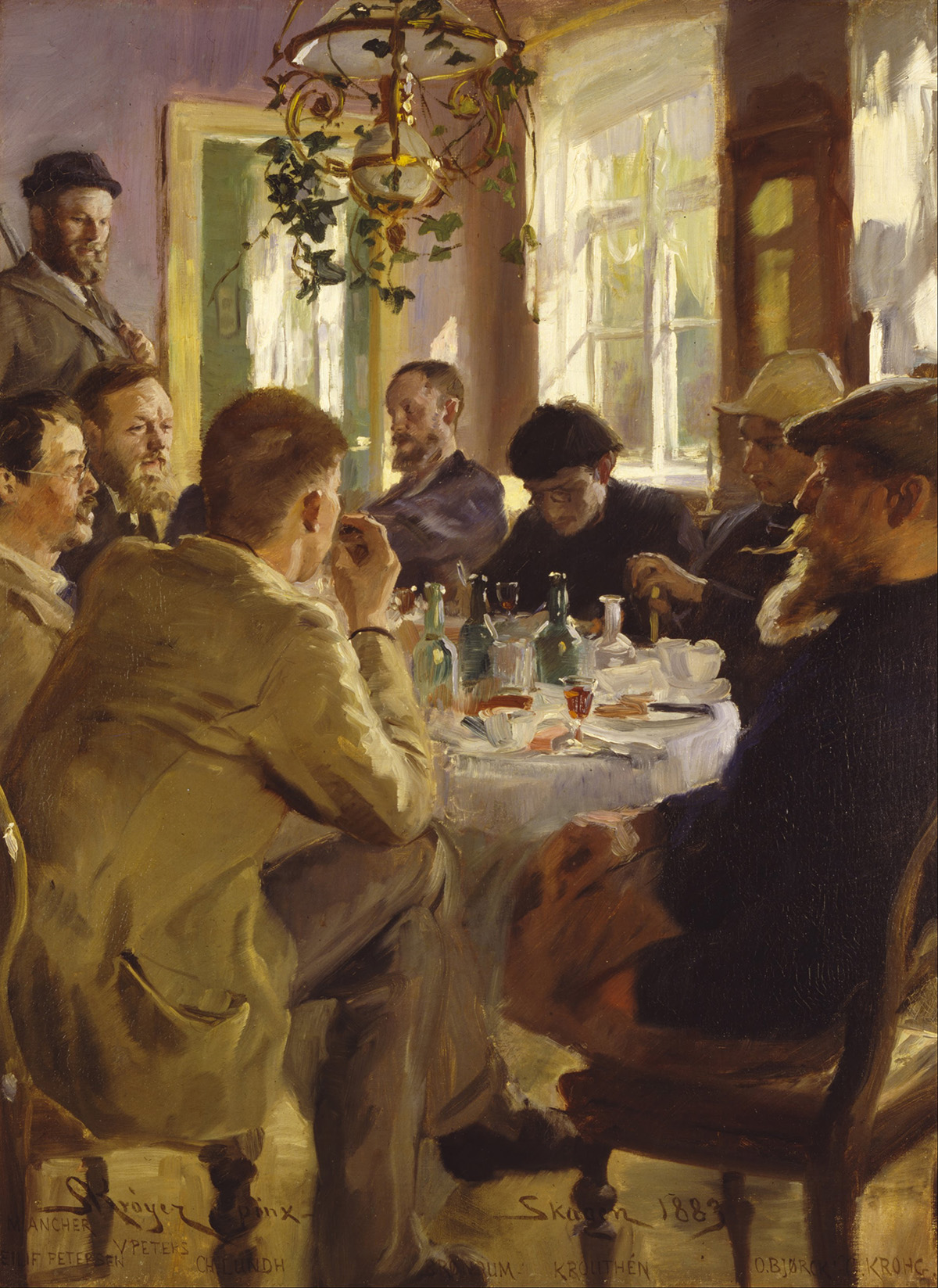
P.S. Krøyer: Artiști luând prânzul (1883)

În 1882, soții Ancher au călătorit în străinătate. În timp ce se aflau la Viena, s-au întâlnit cu P.S. Krøyer, care i-a informat că va merge și el la Skagen în acel an, în ciuda faptului că Ancher nu era prea dornic să-l aibă acolo. Krøyer, care s-a bucurat de contacte strânse cu mai mulți artiști impresioniști la Paris, a devenit imediat membru central și lider neoficial al coloniei artiștilor. În 1883, a creat „Academia de seară”, unde artiștii s-au adunat pentru a picta și discuta despre munca celorlalți, adesea bucurându-se de șampanie. În 1884, pictorul german Fritz Stoltenberg a făcut fotografii ale artiștilor sărbătorind în grădina familiei Ancher, imediat după ce cuplul s-a mutat în noua lor casă. Una dintre aceste fotografii l-a inspirat pe Krøyer să picteze Hip, Hip, Hurray!, tablou care i-a luat patru ani să îl finalizeze.
În 1890, sosirea căii ferate în Skagen nu numai că a dus la extinderea satului, ci a adus și un număr considerabil de turiști. Aceasta situație a fost principala cauză care a dus la întreruperea întâlnirilor regulate de vară ale artiștilor, deoarece nu mai puteau găsi case sau locuri potrivite pentru întâlnirile lor. Cu toate acestea, unii dintre ei au achiziționat case în Skagen: P.S. Krøyer în 1894, Laurits Tuxen în 1901 și Holger Drachmann în 1903.
Anne și Michael Ancher, Krøyer și Tuxen au continuat să picteze în Skagen până în secolul al XX-lea și erau ocazional alături de ceilalți prieteni ai lor. Doi membri de bază ai grupului, Drachmann și Krøyer, au murit în 1908 și 1909, ducând la încheierea întâlnirilor tradiționale ale grupului. Au existat totuși și alți pictori, uneori menționați drept cei mai tineri dintre pictorii din Skagen, care au continuat să viziteze zona. Printre aceștia se numără Jørgen Aabye, Tupsy și Gad Frederik Clement, Ella Heide, Ludvig Karsten, Frederik Lange și Johannes Wilhjelm, unii dintre stabilindu-se în zonă până în anii 1930 sau chiar mai târziu. Muzeul Skagens are o serie de lucrări în colecția sa. Un alt artist notabil care a vizitat Skagen din 1906 a fost J.F. Willumsen care a pictat Copii la scăldat pe plaja Skagen în 1909.

## Relații familiale

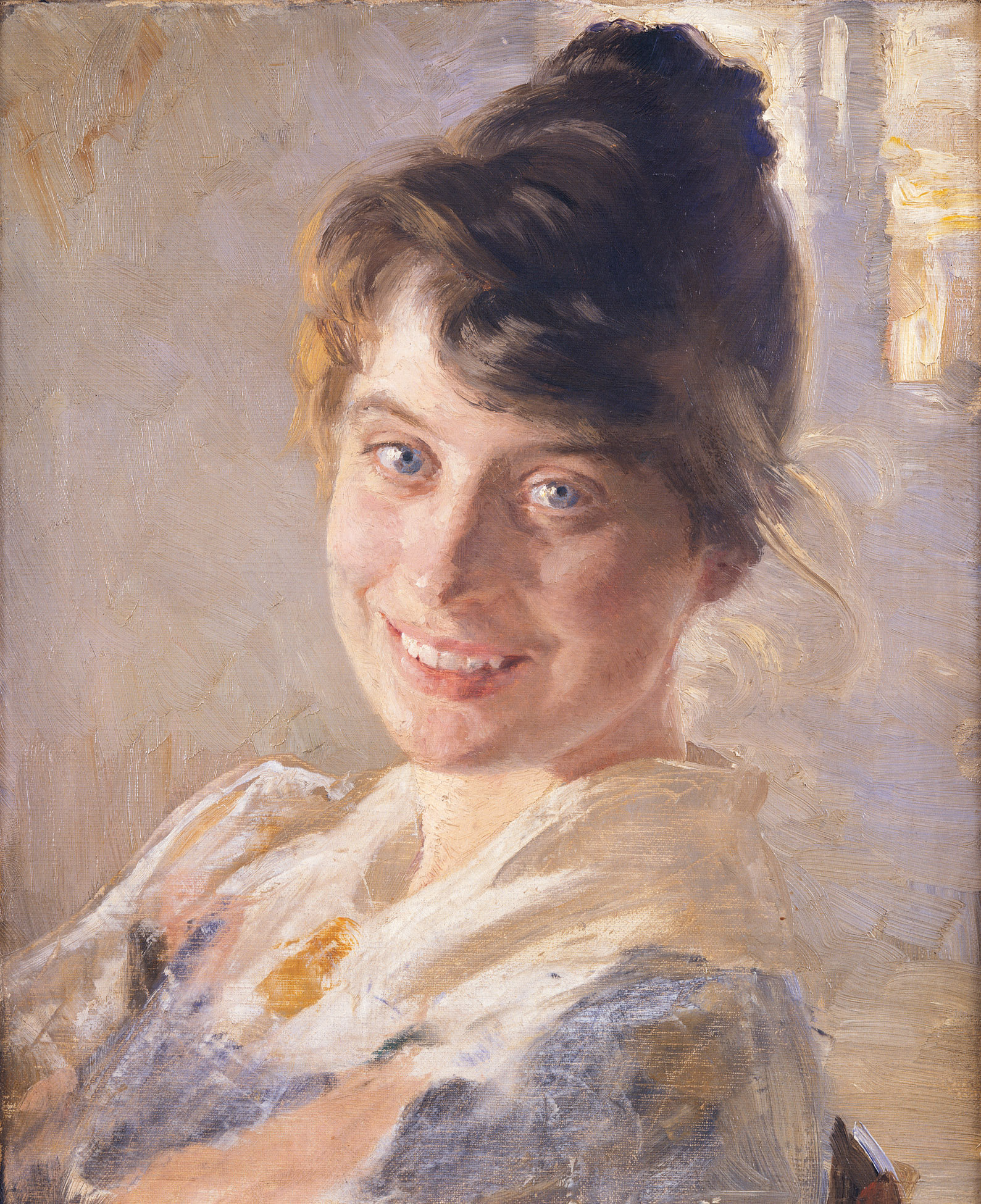
Marie Krøyer pictată de soțul ei, P.S. Krøyer (1890)

Pictorii din Skagen au început repede să formeze o comunitate apropiată, deoarece relațiile au crescut între artiști și tinerele din zonă. În 1880, Michael Ancher s-a căsătorit cu Anna Brøndum din casa de oaspeți, Viggo Johansen s-a căsătorit cu Martha Møller, verișoara Annei, și Karl Madsen s-a căsătorit cu Helene Christensen, profesoară de școală. Casa în care s-au mutat soții Ancher în 1884 a devenit un punct central pentru colonia artiștilor, mai ales că cei doi locuiau acolo pe tot parcursul anului. Când fiica lor Helga (fetița din Hip, Hip, Hurray!) a murit în 1964, a lăsat casa unei fundații care a transformat-o în muzeu. Soții Johansen au avut o familie mare între 1881 și 1886: Ellen Henriette (fiica lui Henriette, sora Marthei, care a murit în timpul nașterii), Lars, Fritz, Gerda și Bodil. Pot fi văzuți dansând în jurul pomului de Crăciun în pictura lui Johansen, Crăciun fericit.
O altă figură cheie în Skagen, P.S. Krøyer, s-a căsătorit cu Marie Triepcke după ce s-a îndrăgostit de ea la Paris în 1888. Fiica unui prosper inginer german, se spune că era cea mai frumoasă femeie din Copenhaga. Cu toate acestea, odată cu trecerea anilor, sănătatea lui Krøyer a început să se deterioreze și Marie era din ce în ce mai nefericită de căsnicia lor. Căsătoria s-a încheiat în cele din urmă printr-un divorț în 1905, când Marie a rămas însărcinată după o aventură cu compozitorul Hugo Alfvén cu care s-a căsătorit. Krøyer a murit în Skagen patru ani mai târziu, aparent ca urmare a bolilor mintale.
În 1901, după moartea primei soții, Ursule, Laurits Tuxen s-a căsătorit cu Frederikke Treschow, norvegiancă, iar apoi a cumpărat casa doamnei Bendsen din Skagen, unde au locuit mai întâi Viggo și Martha Johansen și mai târziu Marie și P.S. Krøyer în anii 1880. A transformat-o într-o reședință de vară impunătoare. Michael Ancher și Laurits Tuxen au murit în 1927, Anna Ancher și Viggo Johansen în 1935.

## Membrii grupului
Principalii pictori danezi au fost Karl Madsen, Laurits Tuxen, Marie Krøyer, Carl Locher, Viggo Johansen, Thorvald Niss și, mai ales, Anna și Michael Ancher și Peder Severin Krøyer. Au mai existat și pictori din restul Scandinaviei, printre care Oscar Björck și Johan Krouthén din Suedia și Christian Krohg și Eilif Peterssen din Norvegia. Adunările din Skagen nu erau limitate la pictori. Scriitorii danezi Georg Brandes, Holger Drachmann și Henrik Pontoppidan și compozitorul suedez Hugo Alfvén au fost, de asemenea, membri ai grupului.
Un număr de alți artiști s-au alăturat, de asemenea, pictorilor din Skagen pentru perioade mai scurte. Din Danemarca au fost incluși Vilhelm Kyhn, Einar Hein și Frederik Lange, din Norvegia Frits Thaulow, Charles Lundh și Wilhelm Peters, din Suedia Wilhelm von Gegerfelt și Anna Palm de Rosa, din Germania Fritz Stoltenberg și Julius Runge, și din Anglia Adrian Stokes și soția născută în Austria, Marianne Stokes. Compozitorul danez Carl Nielsen și soția sa, Anne Marie, sculptor, au petrecut, de asemenea, verile în Skagen și, în cele din urmă, au cumpărat o cabană de vară acolo.

### Anna Ancher

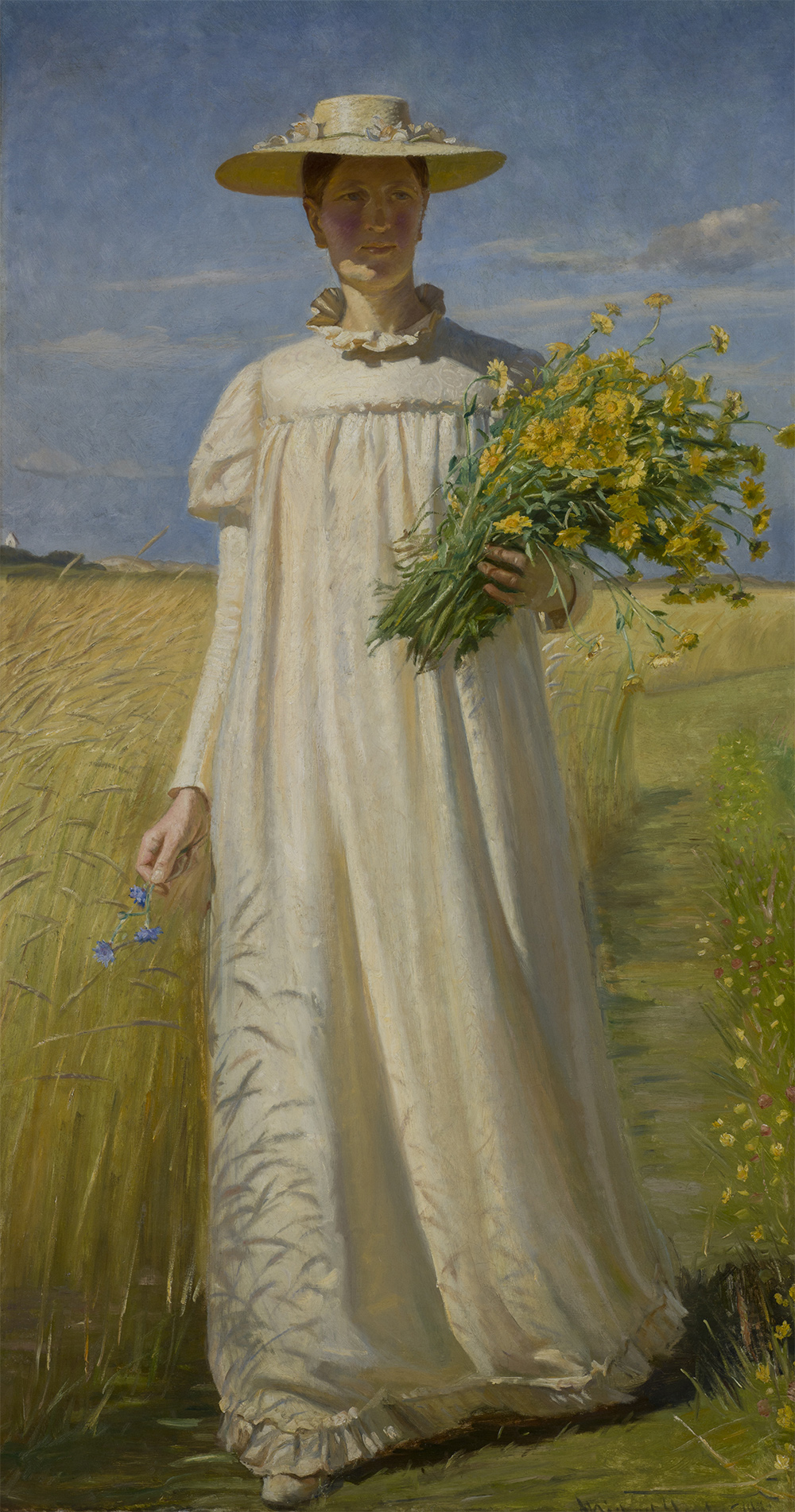
Anna Ancher a lui Michael Ancher (1902)

Singurul membru al grupului născut în Skagen, Anna Ancher (1859-1935), a fost fiica lui Erik Brøndum, proprietarul magazinului de produse alimentare și a casei de oaspeți, care a devenit mai târziu hotelul Brøndum. Inspirată de artiștii care au rămas acolo, ea a primit primele lecții de la Karl Madsen, Viggo Johansen și Michael Ancher. Din 1875, a petrecut mai multe ierni la Copenhaga la școala lui Vilhelm Kyhn pentru pictori femei. Ca urmare a portretelor familiei și a prietenilor, precum și a aptitudinilor sale ca colorist, ea este considerată a fi una dintre cele mai bune pictorițe din Danemarca, deși talentele ei nu au fost pe deplin apreciate decât după moartea ei. Lucrările sale ilustrează scene din casă, copii și femei precum și viața religioasă din Skagen. Este evidențiată acum ca pionier într-un moment în care femeile nu trebuiau să devină artiști și nu erau admise la Academia regală daneză. Spre deosebire de soțul ei, ea a adoptat un stil de realism, inspirat mai presus de toate de Christian Krohg. Comentând despre Femeia oarbă (1882), în care fața este iluminată într-un portret altfel întunecat, Madsen a subliniat că ea a fost prima artistă daneză care a prezentat o rază de soare. Lucrările cele mai îndrăgite includ Fată în bucătărie (1886), Lumina soarelui în camera albastră (1891) și Întâlnirea unei misiuni apostolice (1903).

### Michael Ancher

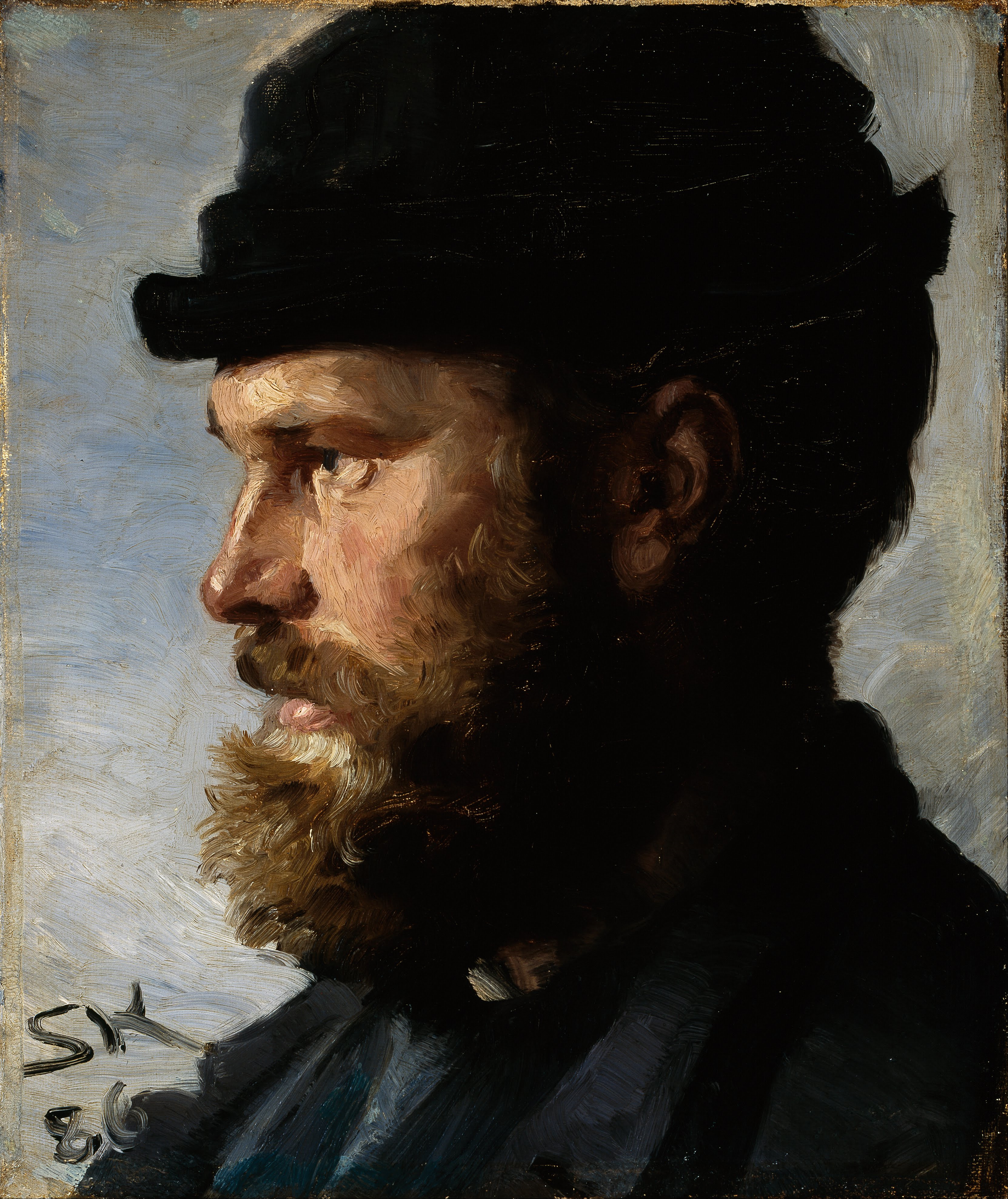
P.S. Krøyer: Michael Ancher (1886)

Michael Ancher (1849-1927), inițial din insula Bornholm, a fost invitat la Skagen în 1874 de către prietenul său, Karl Madsen, cu care studia la Academie. În 1880, s-a căsătorit cu Anna Brøndum și s-a stabilit în Skagen. A obținut recunoașterea artistică în 1879 cu pictura Will he round the point? care a fost cumpărată de Christian al IX-lea. Câteva alte lucrări ale lui Ancher descriu pescarii eroici din Skagen și experiențele lor dramatice pe mare, combinând realismul cu compoziția clasică. Printre lucrările cheie se numără Barca de salvare este transportată printre dune(1883), Echipajul este salvat (1894) și Omul înecat (1896). De asemenea, a pictat portrete și peisaje, în special ale districtului Østerby din Skagen. Multe dintre picturile sale pot fi văzute în Muzeul Skagens. Michael Ancher a devenit unul dintre cei mai îndrăgiți pictori din Danemarca.

### P.S. Krøyer

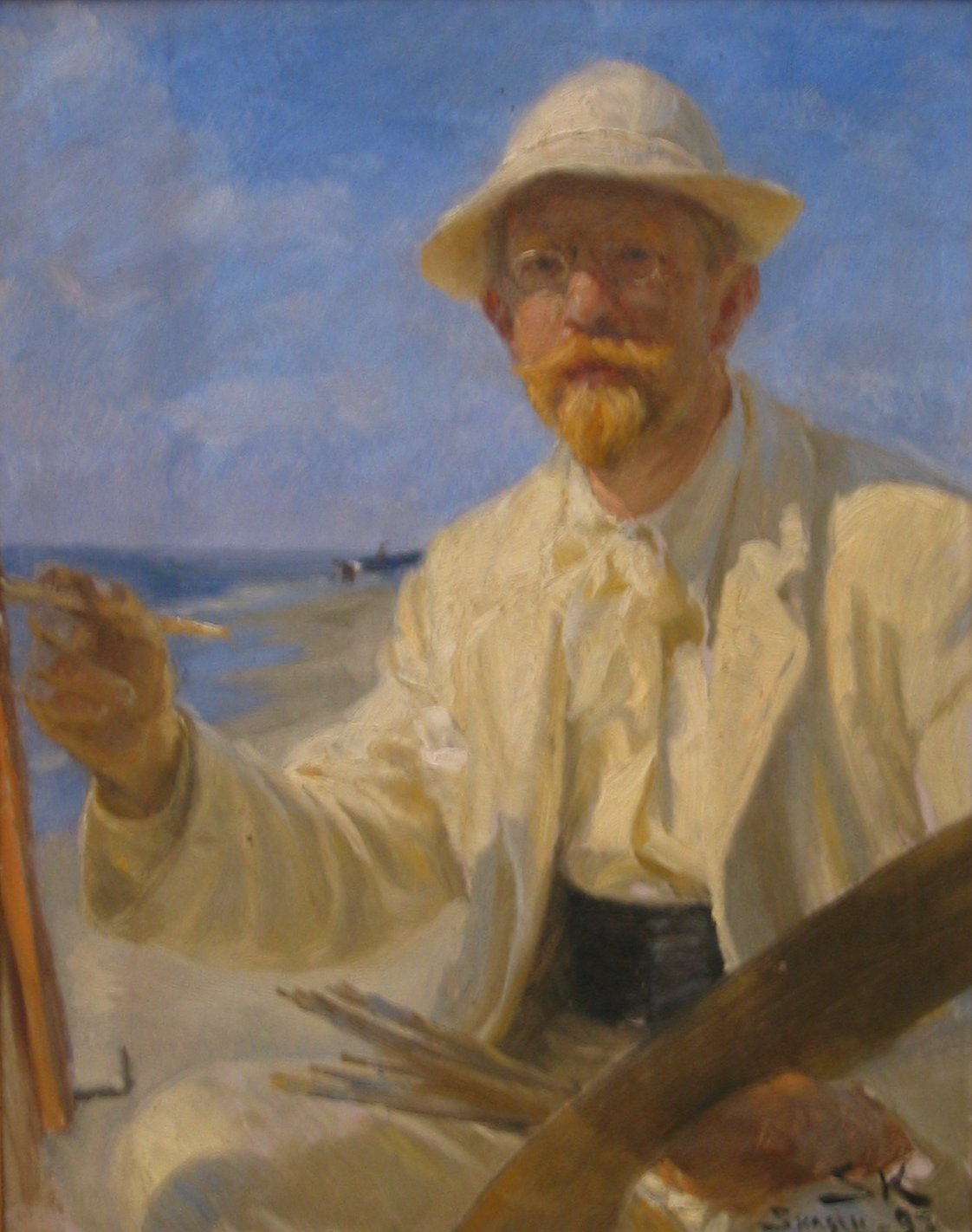
P.S. Krøyer: Autoportret (1899)

Născut în Stavanger, Norvegia, dar crescut în Copenhaga, Peder Severin Krøyer (1851-1909) a venit în Skagen în 1882 și s-a întors aproape în fiecare vară, stabilindu-se în cele din urmă acolo după ce s-a căsătorit cu Marie Triepcke în 1889. El câștigase deja o reputație pentru picturile sale de pescari din Hornbæk pe coasta de nord a Zeelandei și a fost influențat de mișcarea impresionistă în călătoriile sale în Franța. În Skagen, a devenit unul dintre membrii centrali și cei mai entuziasmați ai grupului de pictori, creând capodopere care subliniază efectele speciale ale lumii locale în scenele sale de plajă, pictând mai multe lucrări memorabile care au înregistrat adunările pline de viață ale artiștilor. Printre lucrările cheie se numără Seara de vară pe plaja sudică din Skagen (1893), În aprozar când nu se pescuiește (1892) și Midsummer Eve Bonfire on Skagen Beach (1906), care arată mulți membri ai comunității, inclusiv pe fiica lui Krøyer, Vibeke, pe primarul Schwartz și pe soția sa, Alba Schwartz, pe Michael Ancher, Degn Brøndum, Anna Ancher, Holger Drachmann și a treia sa soție Soffi, Hugo Alfvén și Marie Krøyer.

### Viggo Johansen

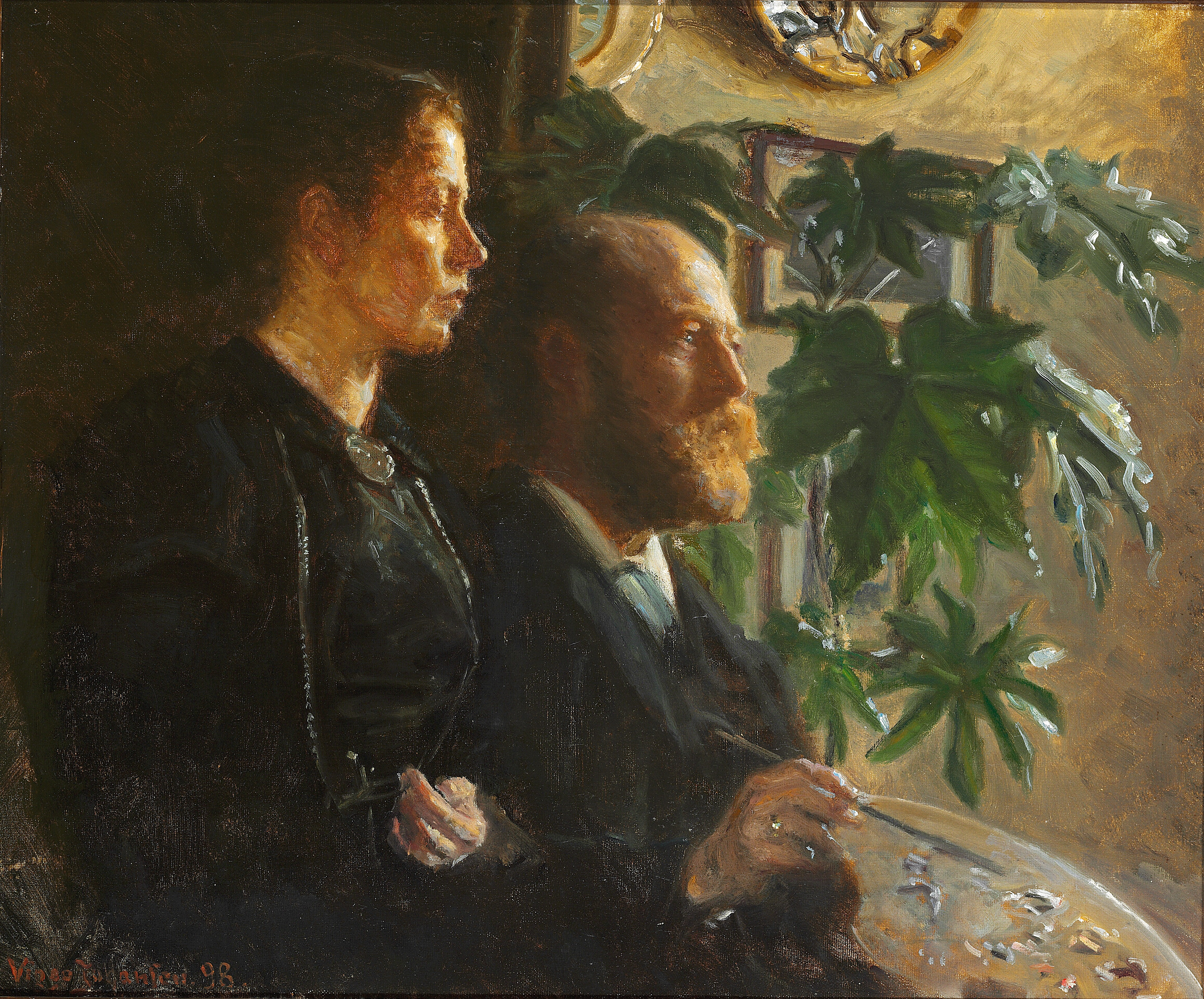
Viggo Johansen: Autoportret împreună cu soția Martha (c. 1895)

Viggo Johansen (1851-1935), care a studiat la Academia Regală cu Michael Ancher (de asemenea, fără absolvire), a plecat mai întâi la Skagen în 1875. Membru activ al grupului s-a căsătorit cu verișoara Annei Ancher, Martha Møller, în 1880. Din 1885, a expus la Paris unde a fost inspirat de Claude Monet. Picturile lui au avut tonuri mai ușoare, deoarece a observat absența culorii negre în lucrările artiștilor francezi și și-a considerat lucrări sale anterioare mai întunecate prin comparație. Utilizarea culorii de către Monet se reflectă în pictura lui Christian Bindslev este bolnav (1890). Lucrarea prezintă contraste mai puternice decât picturile sale anterioare, înfățișându-i pe creștinul bărbos roșu privind spre lumina de la capătul patului său, unde aurul și lumina albă a flăcării se strecoară pe dulapul albastru de pe perete. Printre lucrările pe care le-a pictat în Skagen se numără Interior de bucătărie (1884), care o prezintă pe soția lui, Martha aranjând flori și mult mai strălucitoarea Împărțind prada (1885) care arată patru pescari care și-au tras barca pe plajă, în timp ce una dintre soțiile lor speră ca acolo e ceva pentru masa de seară. După despărțirea de P.S. Krøyer în 1891, relația lui Johansen cu soții Ancher a fost tensionată și el și familia s-a nu au vizitat Skagen timp de mai mulți ani, dar s-au întors în 1903. În 1906, a devenit profesor la Academia Regală, unde a fost director în perioada 1911-1914.

### Carl Locher

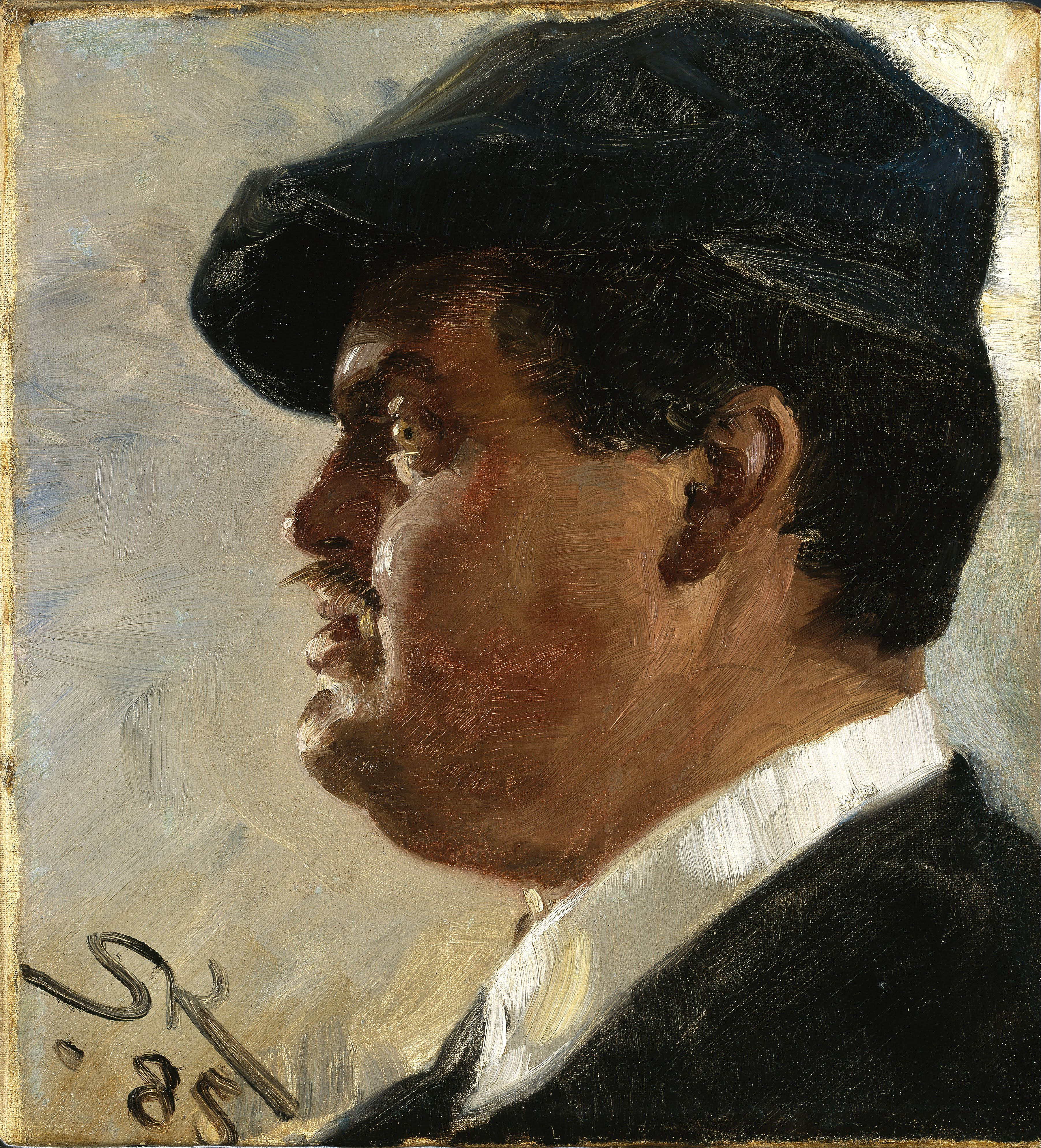
P.S. Krøyer: Carl Locher (1885)

Oarecum uitat astăzi, Carl Locher (1851-1915) a fost unul dintre vizitatorii timpurii la Skagen. Holgen Drachmann, care i-a fost profesor la Academia Regală, l-a convins să meargă acolo în 1872. În mod special interesat de pictura marină, Locher a adoptat o abordare realistă impresionistă, influențată de timpul petrecut cu Léon Bonnat la Paris în anii 1870. Un perfecționist, în special în desenele sale, lucrările sale acoperă tranziția de la navele de navigație la vapoare și de la Skagenul original până la destinația turistică ce a devenit ulterior. Picturile sale includ Cutere de pescuit în lumina nopții, 1888, Lightship la Skagen Reef (1892) și, mai presus de toate, Trăsura poștei (1890) care descrie căruța trasă de cai care până când calea ferată a ajuns la Skagen în 1890 venea acolo din Frederikshavn. În 1910, Locher a construit o casă cu vedere la plajă de la Skagen Østerby, unde a pictat până când a murit din cauza tulburărilor cardiace în 1913.

### Laurits Tuxen

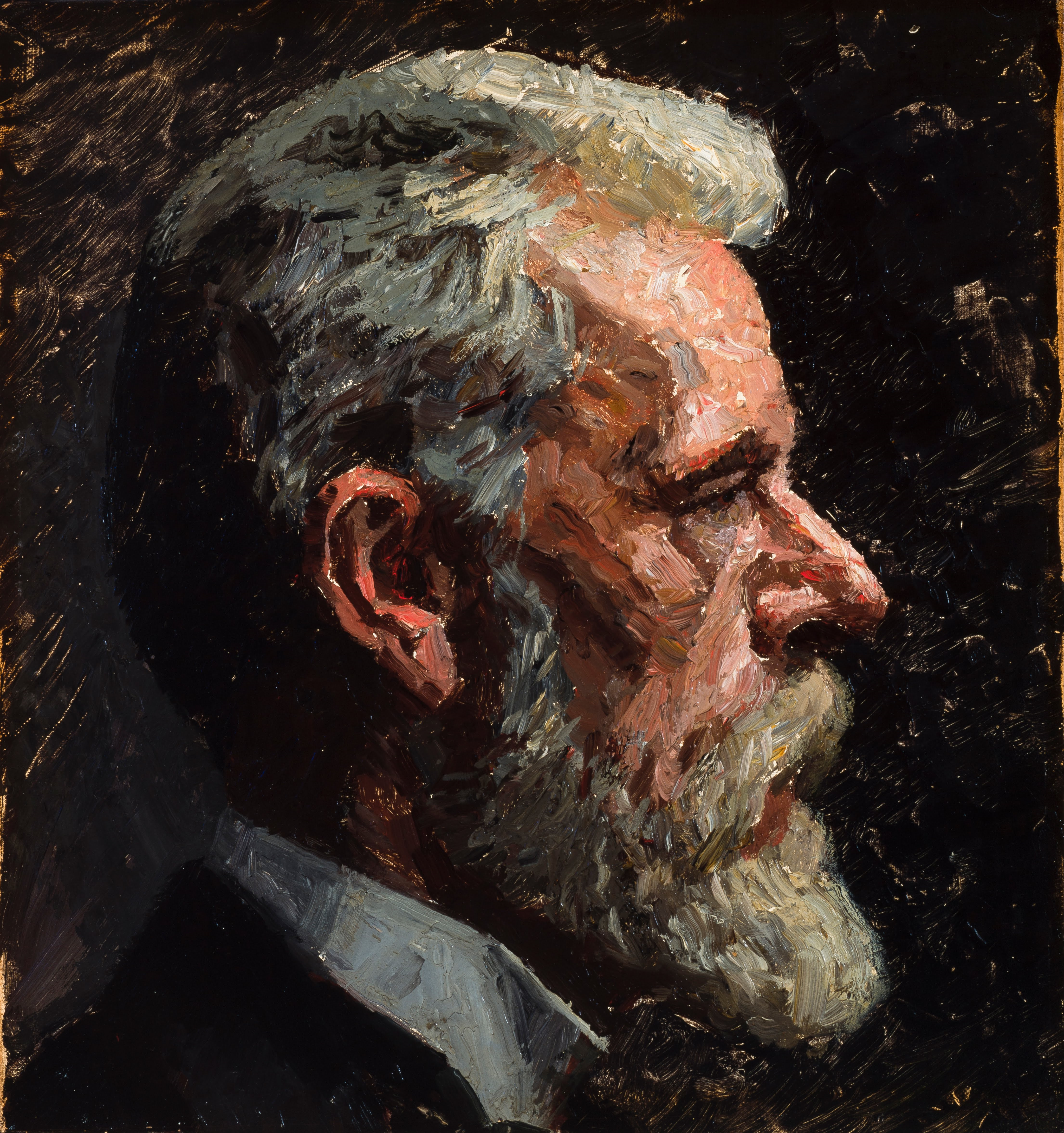
Laurits Tuxen: autoportret (1911)

Născut și crescut la Copenhaga, Laurits Tuxen (1853-1927) a studiat la Academia regală daneză împreună cu P.S. Krøyer unde a fost considerat unul dintre cei mai buni pictori. În 1875, a început să studieze la Paris în studioul lui Léon Bonnat, cu care a lucrat și el în anii următori. Suzanna i Badet (1878), prima dată pictată la Paris, a fost primit cu căldură la expoziția de primăvară de la Copenhaga din 1879. A vizitat mai întâi Skagen în 1870, dar după mai multe vizite în anii 1870, nu s-a mai întors decât în 1901. După ce prima soție a murit de tuberculoză, s-a căsătorit cu norvegianca Frederikke Treschow și a cumpărat o casă în Skagen. Acolo a pictat o serie de lucrări care descriu familia și prietenii, precum și peisaje. Printre lucrările din Skagen se numără Marea Nordului în timpul furtunii (1909), puternicul The Drowned Boy is Brought On Shore (1913) inspirat de picturile de înecări pe care le-a văzut în Franța și Turnând cafeaua dimineața (1906), reprezentând soția lui Tuxen, Frederikke și pe fiicele sale Yvonne și Nina în casa lor din Skagen, Villa Dagminne. Prin folosirea culorii, pensulelor și luminii de fundal prin florile ferestrei, artistul a creat o atmosferă familiară. Cele mai faimoase picturi ale lui Tuxen sunt însă portretele personalităților regale europene, inclusiv a lui Christian al IX-lea al Danemarcei, a reginei Victoria și a țarului Nicolae al II-lea.

### Christian Krohg

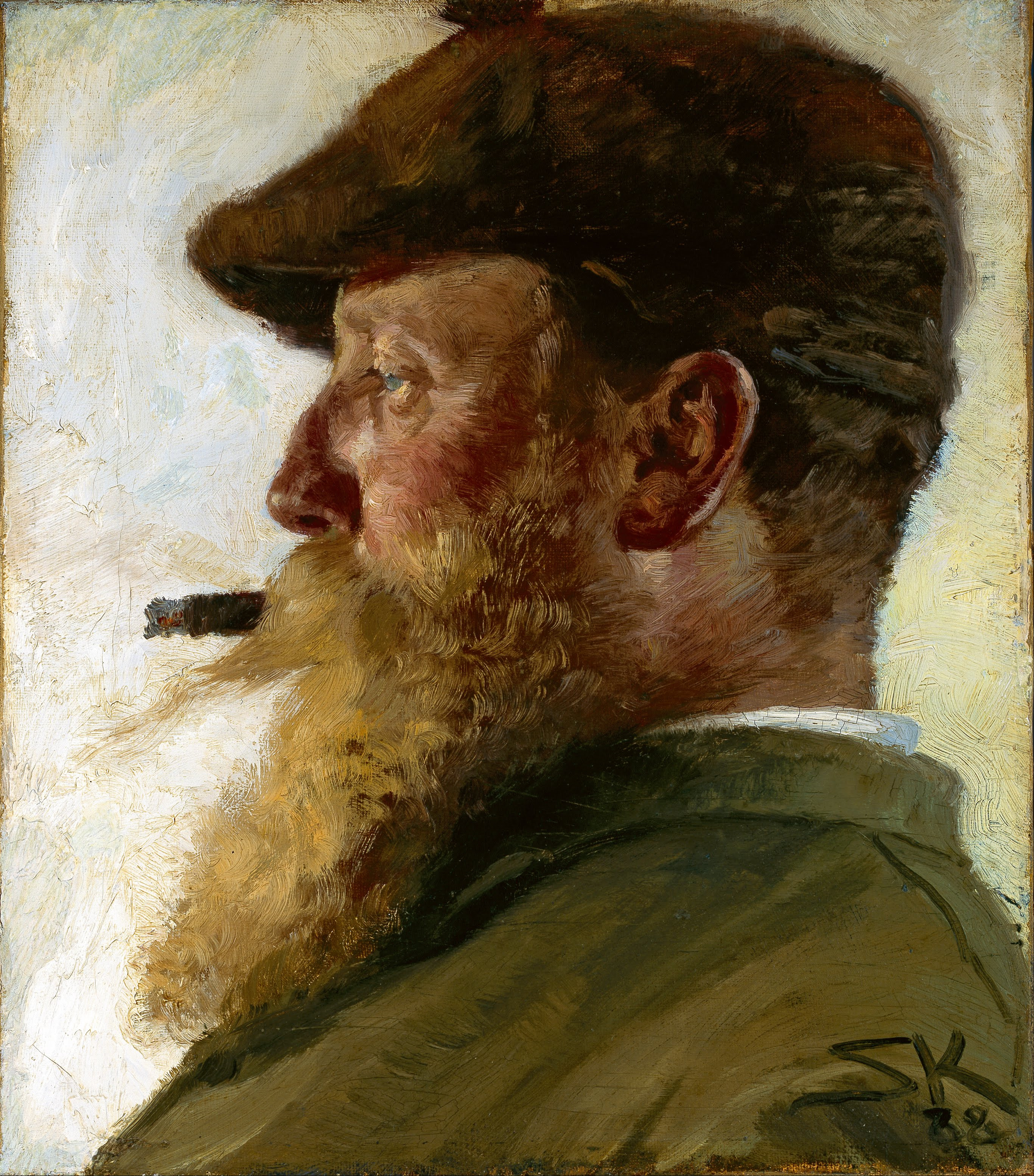
P.S. Krøyer: Christian Krohg (1888)

Norvegianul Christian Krohg (1852-1925) a vizitat Skagen pentru prima dată împreună cu Frits Thaulow în 1879. Una dintre cele mai importante figuri din arta norvegiană a studiat prima dată dreptul, dar interesul său pentru artă a fost declanșat de prietenia sa cu colegul Eilif Peterssen. A urmat școala de pictură a lui J.F. Eckersberg din Christiania (acum Oslo), înainte de a se deplasa la Karlsruhe și Berlin, unde a studiat sub îndrumarea lui Karl Gussow, specializat în pictura chipurilor în noul idiom al Realismului. În Berlin, a devenit prieten cu Georg Brandes. În 1879 s-a întors la Christiania înainte de a călători în Skagen, unde și-a atins descoperirea artistică, atras de viața simplă a pescarilor locali. Înfățișând un pescar pe mare, Babord litt (1879) este considerat una dintre primele sale capodopere. Asocierea sa cu Ancher, Krøyer și ceilalți membri ai coloniei au avut un efect marcant asupra stilului său, așa cum se poate vedea în lucrările pe care le-a pictat la revenirea în Norvegia. S-a dus la Paris în 1881-82, unde a fost influențat de Édouard Manet și de mișcarea impresionistă. Experiența sa de artă franceză poate fi văzută în mai multe dintre tablourile sale mai vechi din Skagen, inclusiv Obosită (1885) și Împletitul părului (1888), în care mama și copilul stau, în mod neobișnuit, cu spatele la observator. Paleta sa mai ușoară, cu pensule îndrăznețe și tonuri contrastante de albastru, roșu și verde, conferă picturii o textura mai adâncă.

### Marie Krøyer

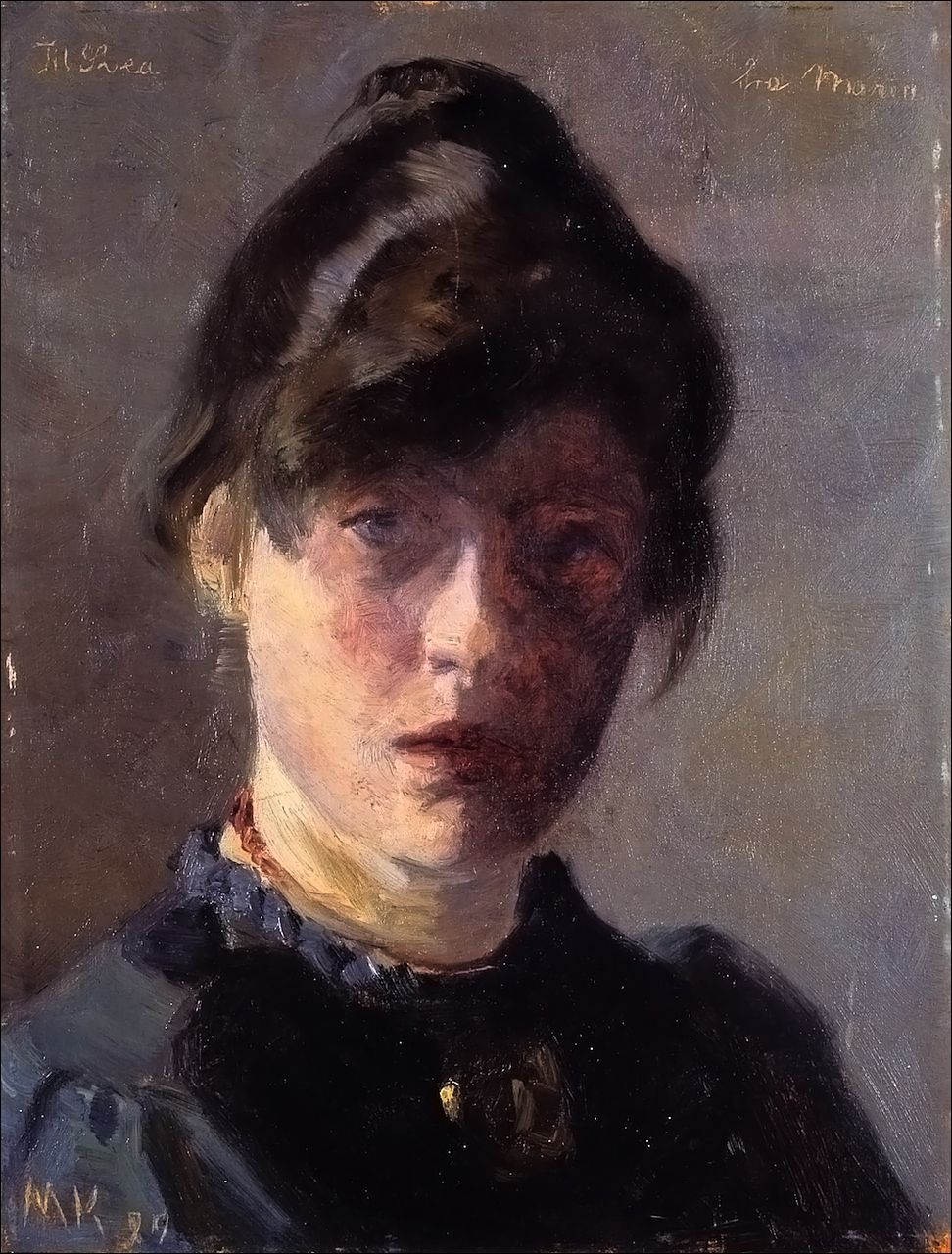
Marie Krøyer: Autoportret (c. 1900)

Marie Krøyer născută Triepcke (1867-1940) a venit dintr-o familie germană în Copenhaga, unde totul trebuia să fie făcut bine. De la o vârstă fragedă a aspirat să devină artistă, și după ce s-a pregătit în particular, a plecat la Paris pentru a-și continua studiile. La începutul anului 1889 s-a întâlnit cu Krøyer, care s-a îndrăgostit nebunește de ea. Deși Marie avea 16 ani, cuplul s-a căsătorit în acea vară. În 1891, ei s-au stabilit în Skagen, oferindu-i lui Krøyer ocazia de a picta portretele lui Marie, atât în interior, și mai ales pe plajă. Verile pe care Krøyer le-a petrecut împreună cu soția sa în anii 1890 au fost în mod clar o sursă de inspirație pentru el, mai ales că Marie avea un sentiment puternic de frumusețe, citându-l adesea pe Keats „frumusețea e adevărul, adevărul frumusețe”. Ca urmare a perioadelor de boală psihică pe care Krøyer le-a avut în 1900, căsătoria s-a destrămat. În 1912, s-a căsătorit cu Hugo Alfvén, care fusese, de asemenea, fermecat de frumusețea ei. Se crede că Marie nu a mai dorit să picteze după întâlnirea cu Krøyer, pe care îl privea ca pe un artist mult mai competent. Câteva dintre lucrările ei au supraviețuit totuși, inclusiv Interior cu fată cosând. [54] [55]

## Stiluri de pictat

P.S. Krøyer: Seară de vară pe plaja din Skagen - artistul și soția sa (1899)

Încurajați de mișcarea modernă descoperită condusă de Georg Brandes, pictorii timpurii au fost atrași de comunitatea satului din Skagen, de peisajele și cultura sa, departe de efectele industrializării asupra vieții orașului. Toți au recunoscut lumina specială pe care au întâlnit-o în Skagen, o combinație a localizării sale în nordul îndepărtat al Danemarcei și, după unele relatări, efectele nisipului în aer. Stilurile lor de pictură au evoluat de la abordarea formală neoclasică a Academiei Regale de la Copenhaga spre evoluția tendințelor europene spre realism și impresionism, inclusiv abordarea aerului în aer liber adoptat de Școala de la Barbizon. Artiștii au fost atrași în special de oportunitățile de pictură în aer liber, concentrându-se pe activitățile pescarilor locali și pe casele lor modeste. În absența oricăror reguli din colonie, pictorii și-au dezvoltat liber stilurile individuale. Cu toate acestea, unul dintre interesele pe care le-au împărtășit a fost să picteze scene din propriile lor adunări sociale, fie că jucau cărți, sărbătoreau sau doar mâncau împreună.
Prin adoptarea abordării în aer liber, pictorii au reușit să își creeze lucrările capturând imediat efectele speciale ale luminii și culorii asupra subiecților lor. Pescarii au fost considerați un grup deosebit de interesant, având în vedere munca lor periculoasă și comportamentul lor eroic. Lars Kruse, descris de Michael Ancher, a fost renumit pentru succesul său în salvarea unui număr de marinari care altfel s-ar fi înecat. Lucrările lui P.S. Krøyer au fost mai puțin dramatice, reprezentând pescarii care își trag plasele după o zi pe mare. În timp ce unele dintre tablouri au reprezentat întâlniri autentice, artiștii plăteau adesea pescarilor să acționeze ca modele, completând veniturile lor modeste. Printre lucrările lui Krøyer se numără și scene de plimbări pe plajă, seri romantice în lumina lunii și portrete ale soției sale Marie. Odată cu trecerea timpului, Krøyer a pictat din ce în ce mai mult „starea de spirit”, lucrări care ilustrau atmosfera specială a „orei albastre” care se dezvolta seara, pe măsură ce cerul fuziona cu marea. În plus față de peisajele sale și portrete de familie, Laurits Tuxen este amintit pentru pictura florilor din grădina lui. Tablourile Annei Ancher, pe de altă parte, s-au axat pe interiorul locuinței, inclusiv pe femei și copii, într-un stil mai abstract.

## Galerie de picturi
Galeria prezintă o selecție de picturi realizate de artiști din Skagen, prezentate în mare în ordine cronologică.

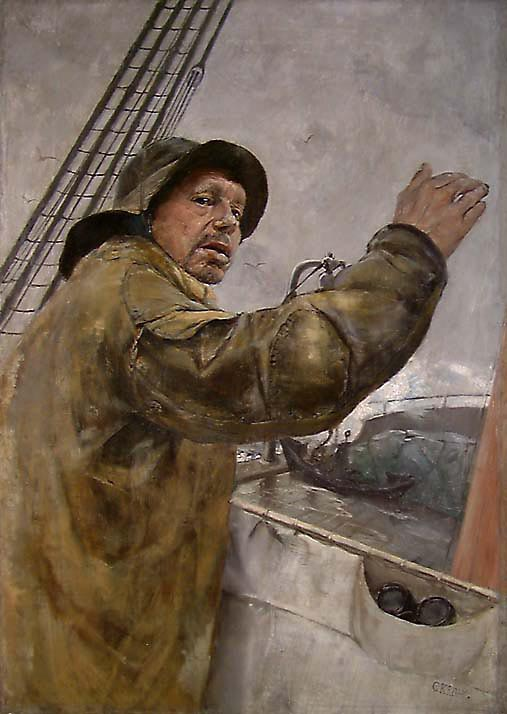
Portside, Christian Krohg, 1879
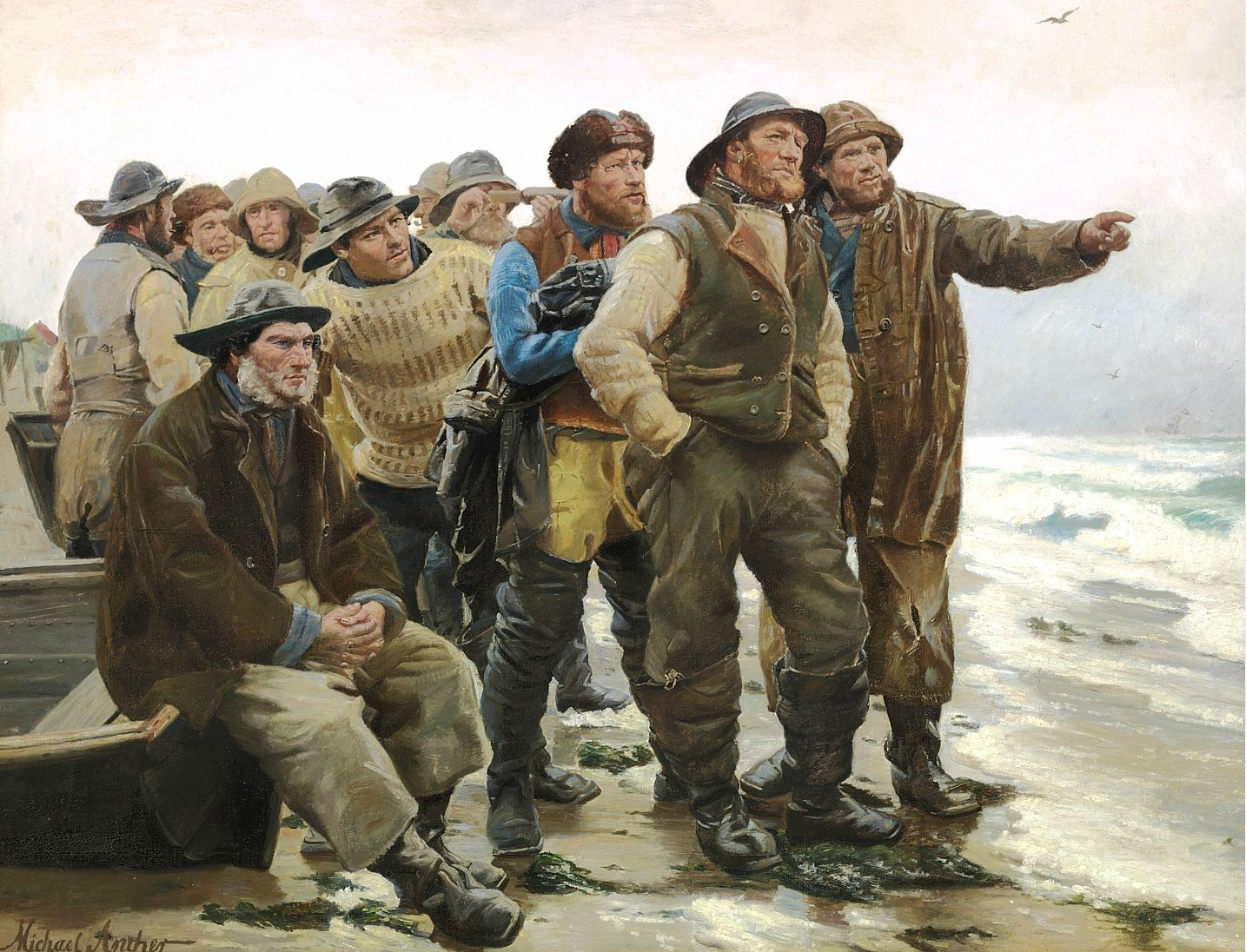
Will He Round the Point?, Michael Ancher, ca. 1880
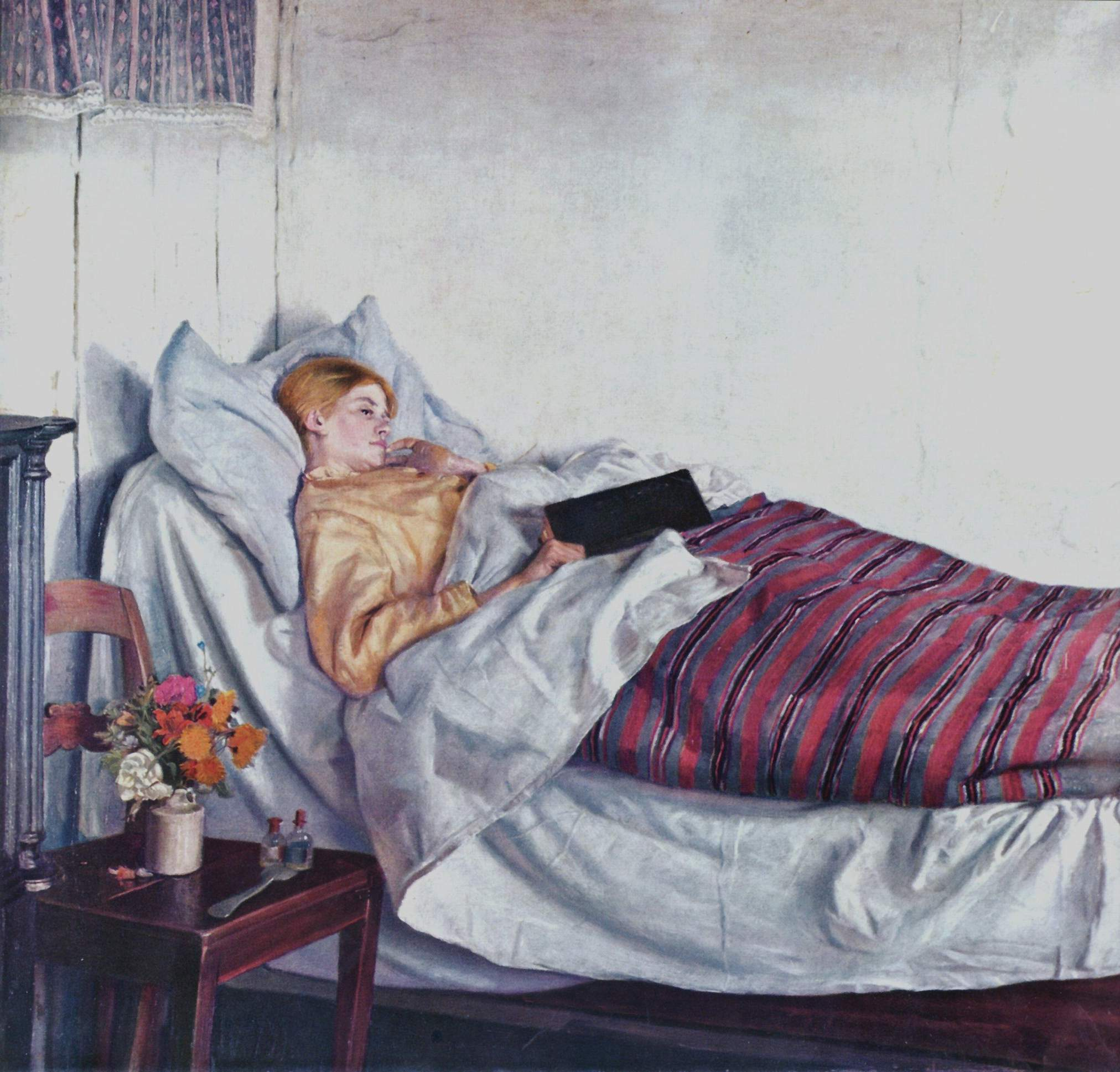
The Sick Girl, Michael Ancher, 1882
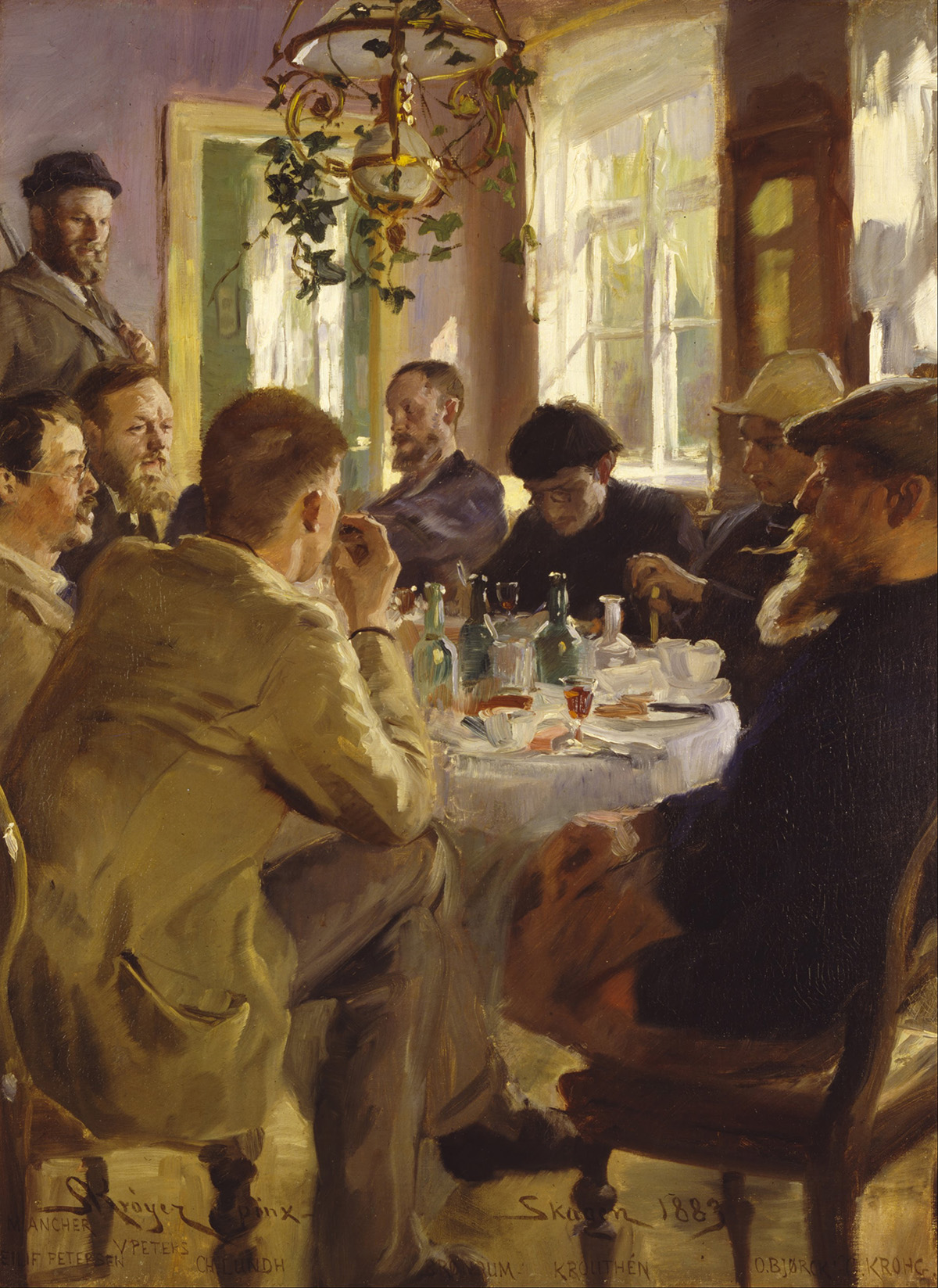
Artists' luncheon at Skagen, P.S. Krøyer, 1883
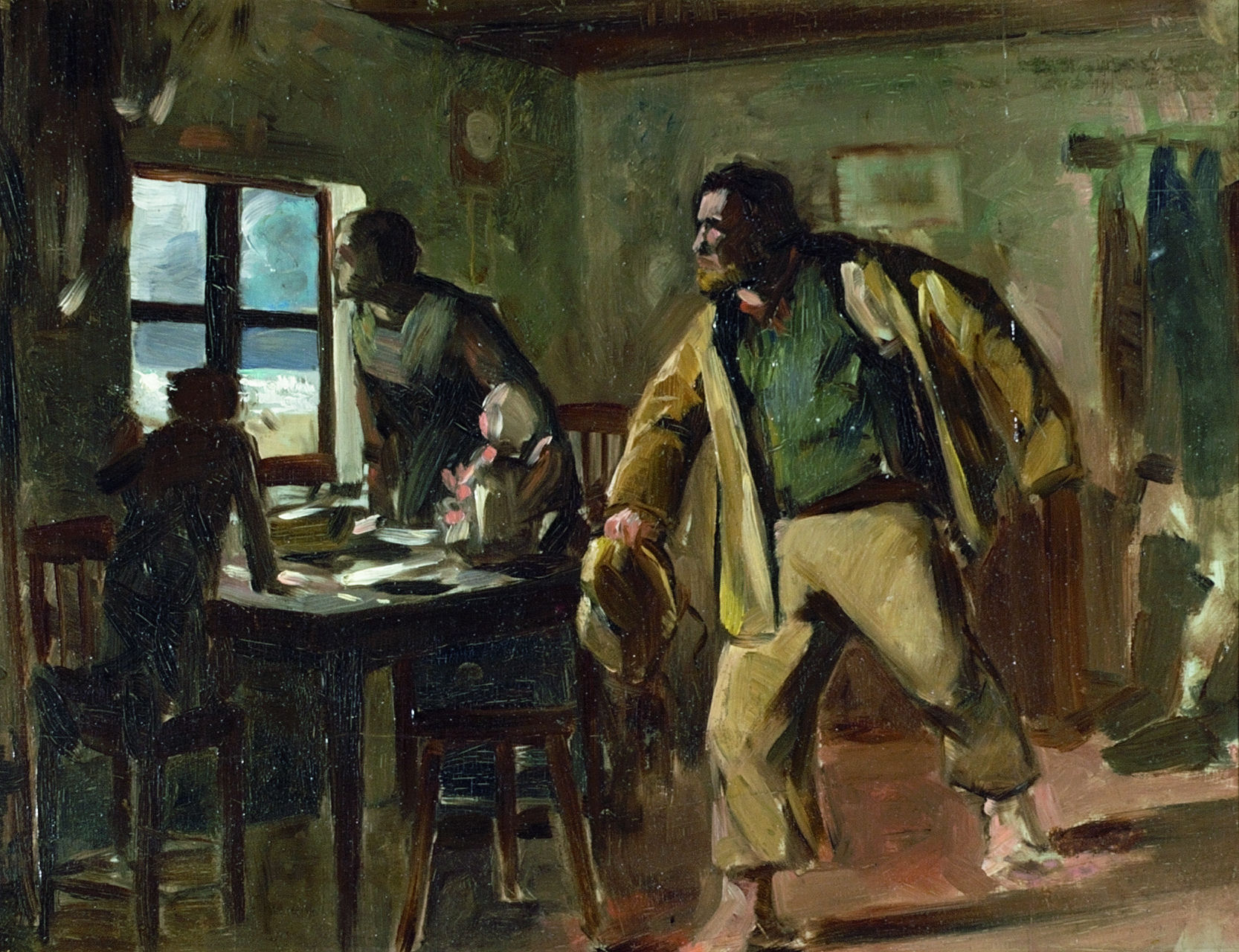
Semnal de ajutor, Oscar Björck,  1883
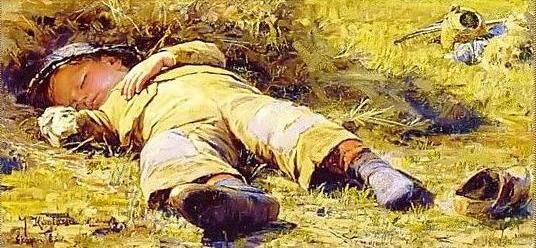
Sleeping Boy, Johan Krouthén, 1883
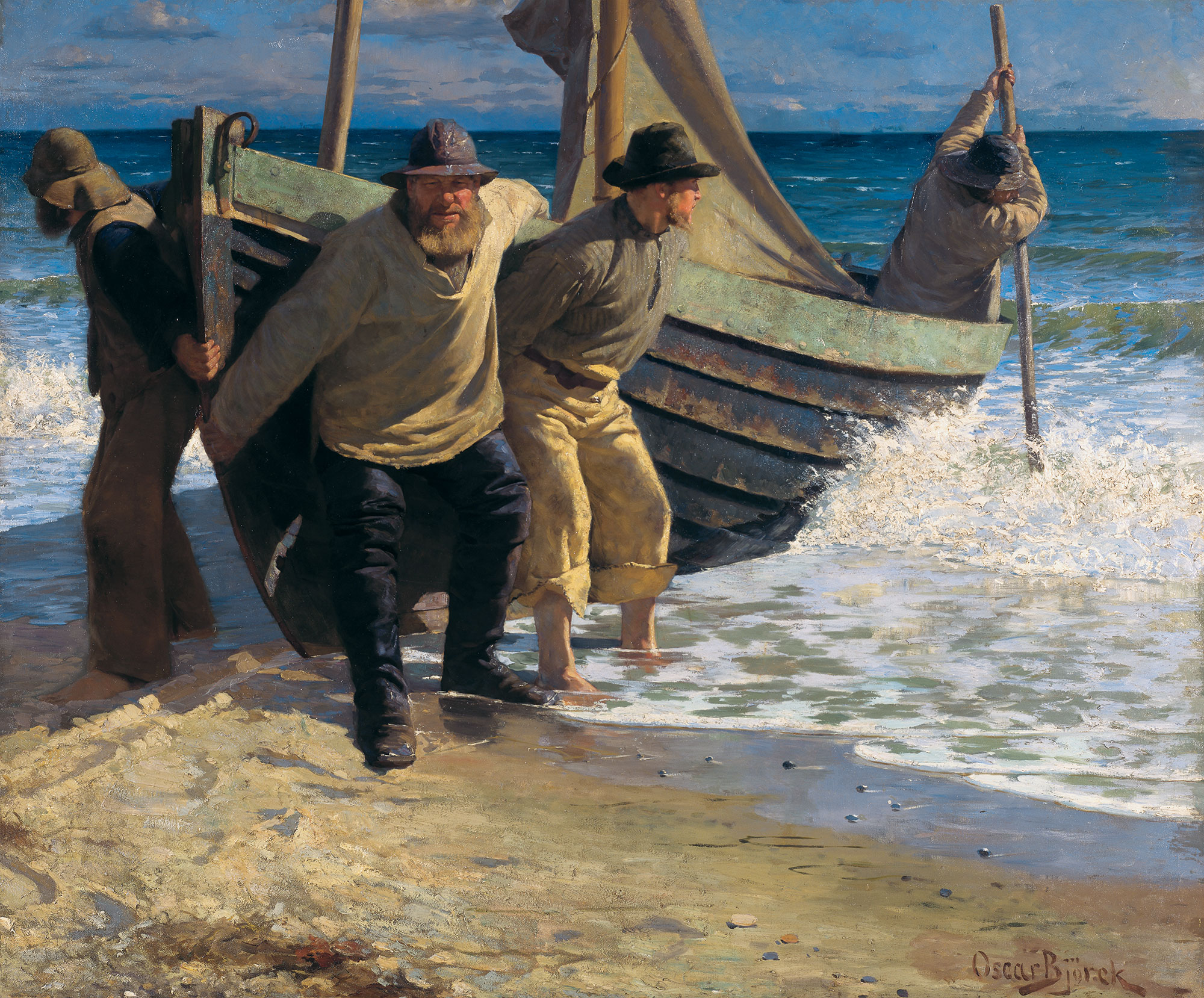
The Boat is Set in the Sea, Oscar Björck, 1885
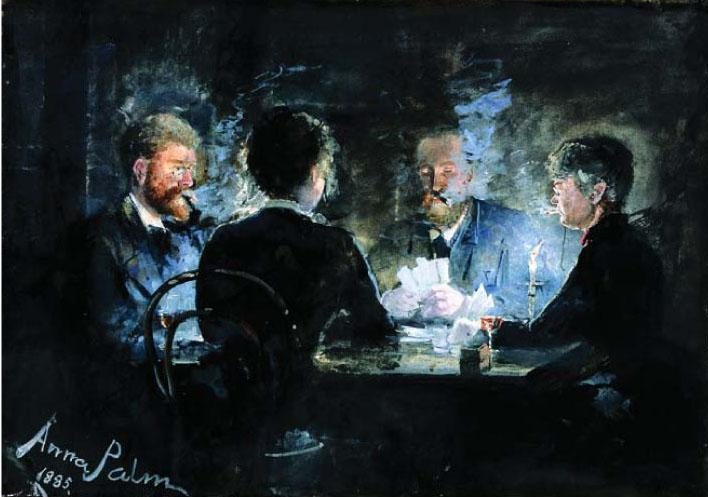
A Game of l'Hmbre, Anna Palm de Rosa, 1885
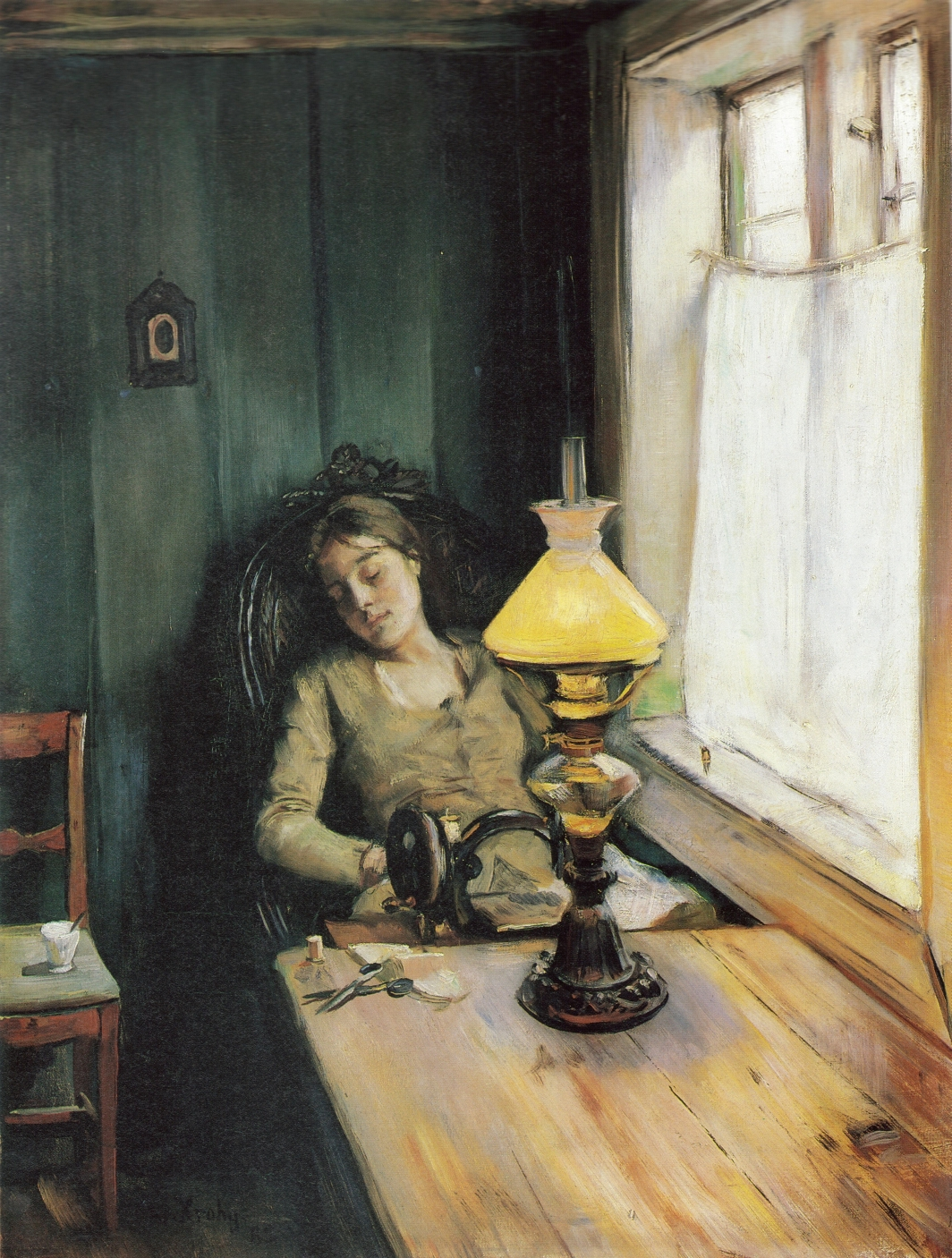
Tired, Christian Krohg, 1885
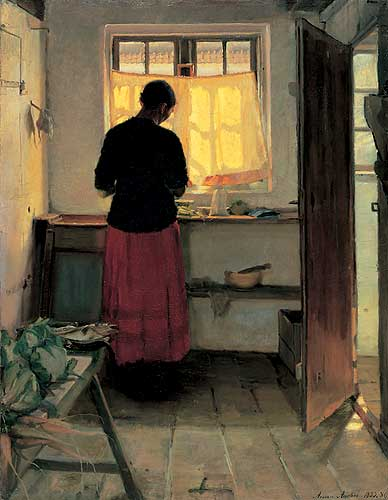
Fată în bucătărie Anna Ancher, 1886
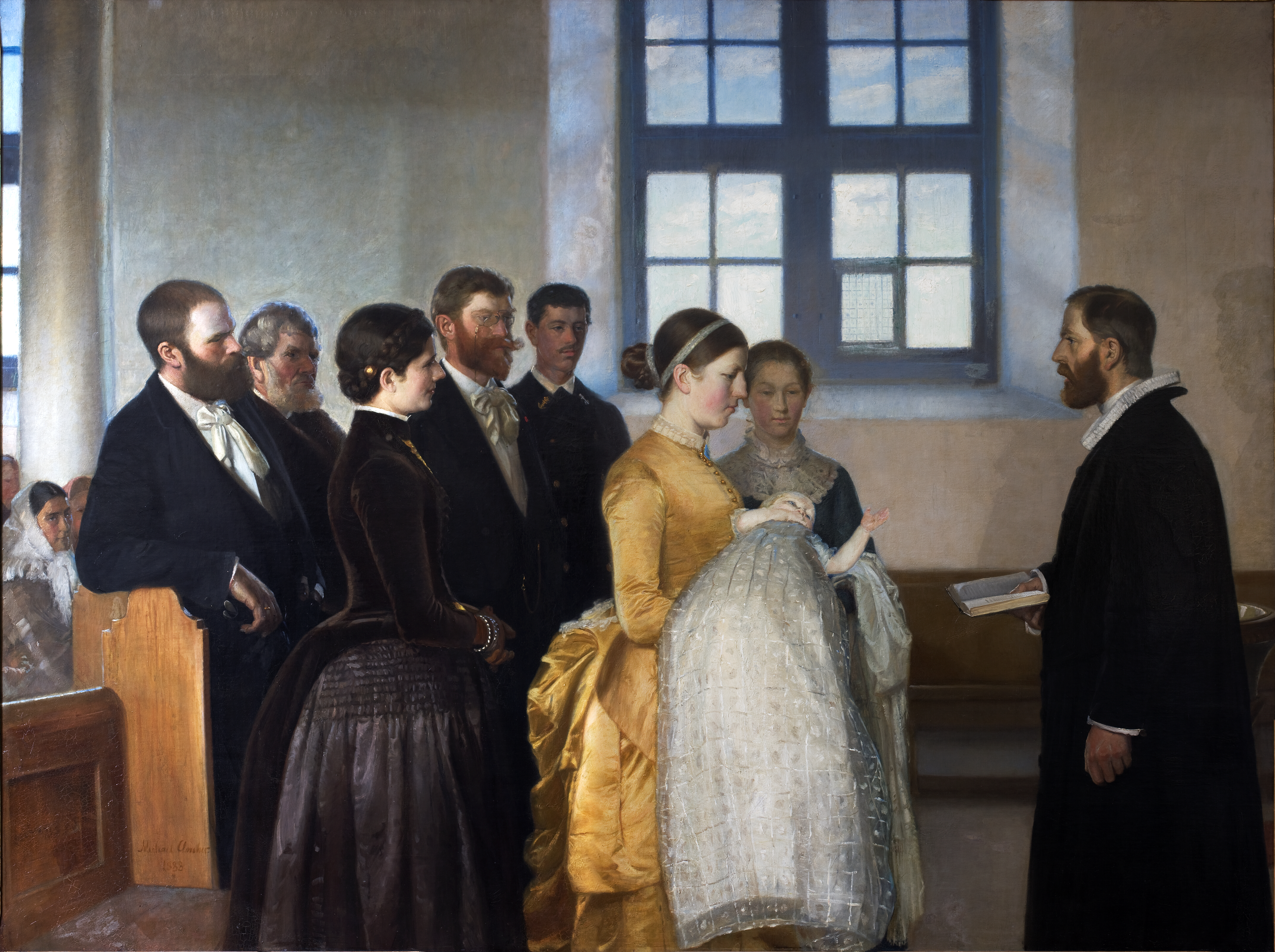
A Christening, Michael Ancher, 1888
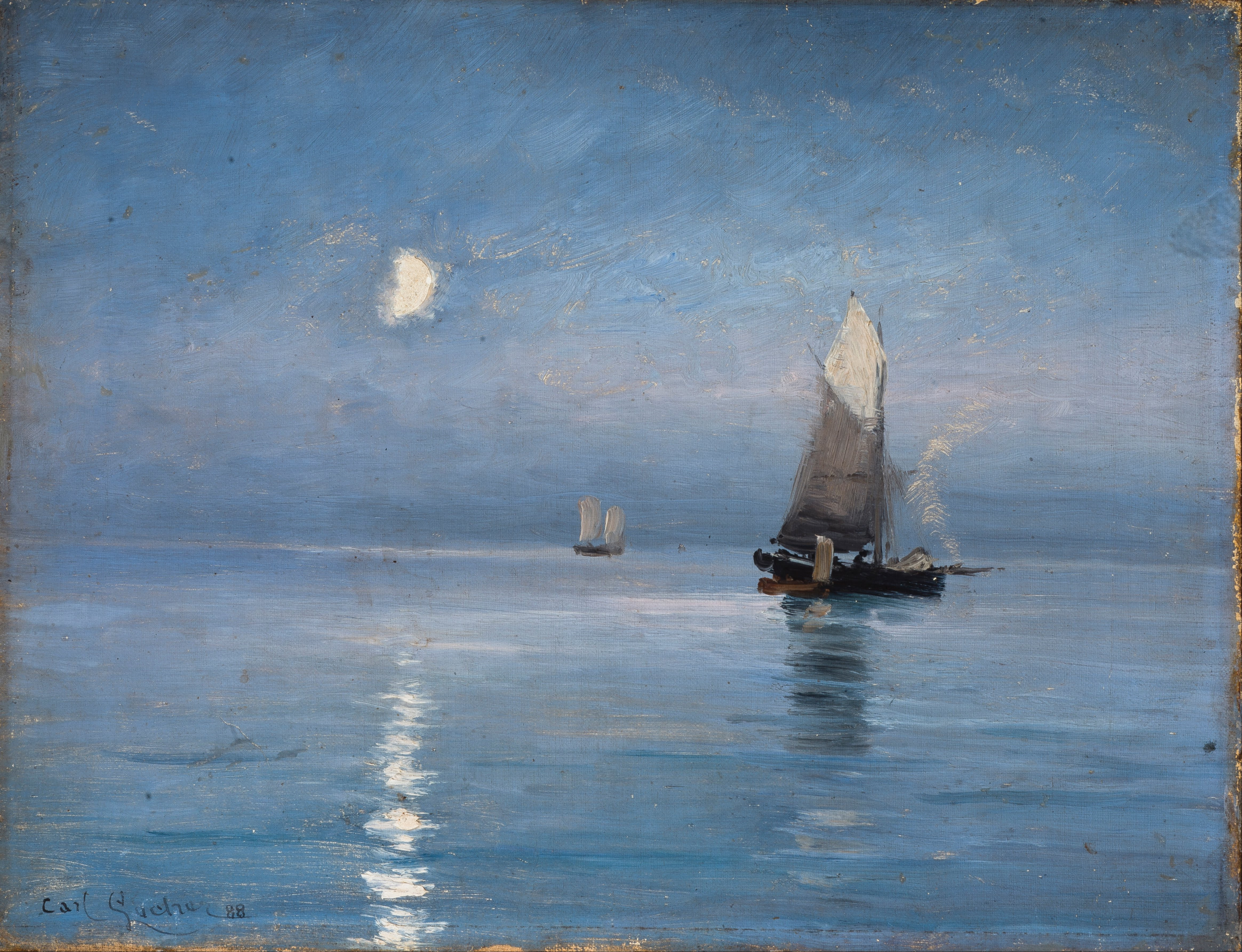
Fishing Cutters in the Moonlit Night, Carl Locher, 1888
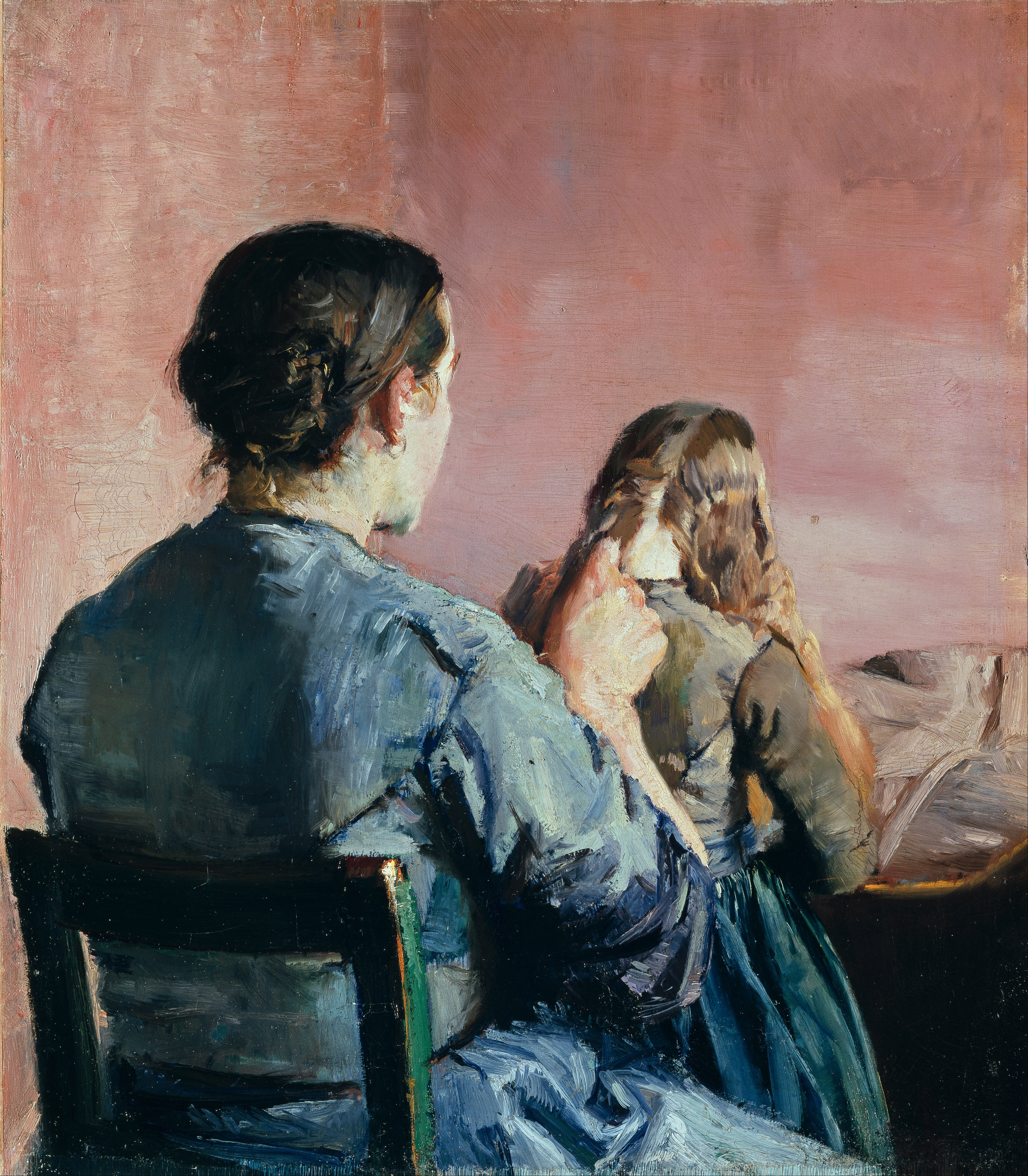
Braiding Her Hair, Christian Krohg, 1888
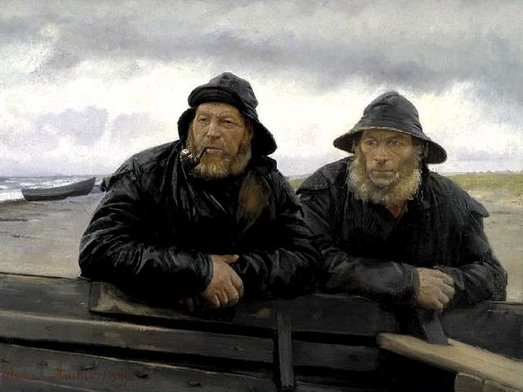
Doi pescari, Michael Ancher, 1889
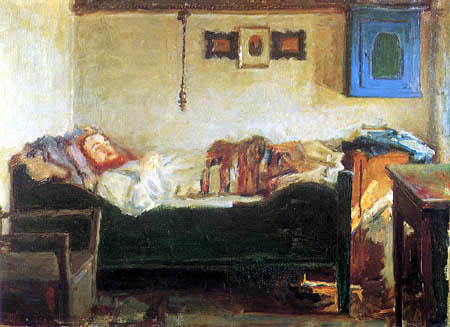
Christian Bindslev este bolnav, Viggo Johansen, 1889
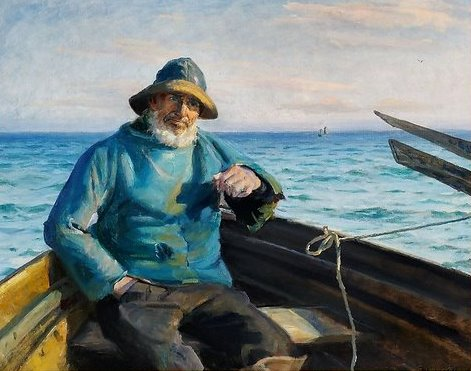
Skagen Fisherman, Michael Ancher
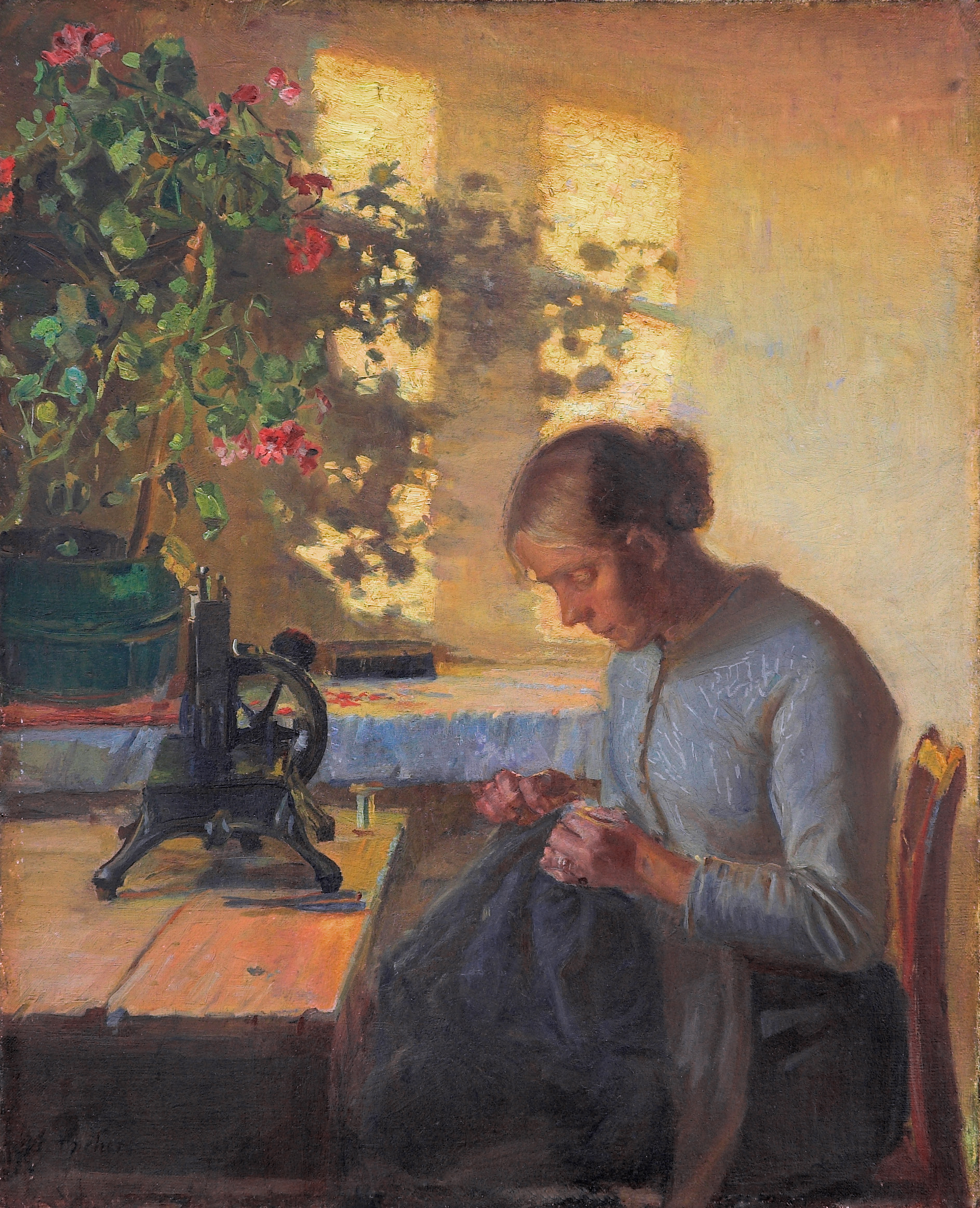
Soție de pescar cosând, Anna Ancher, 1890
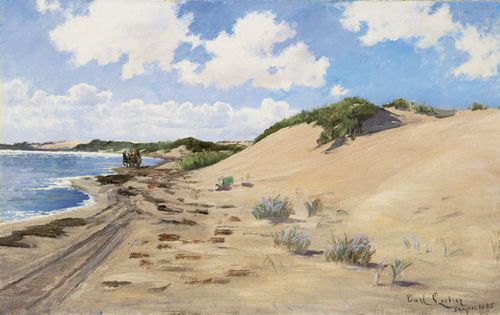
Trăsura poștei, Carl Locher, c. 1890
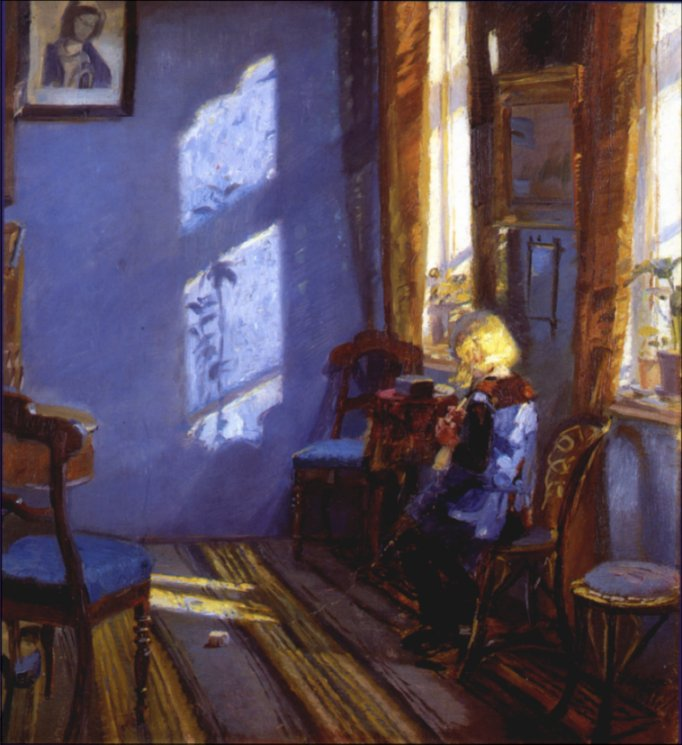
Lumina soarelui în camera albastră, Anna Ancher, 1891
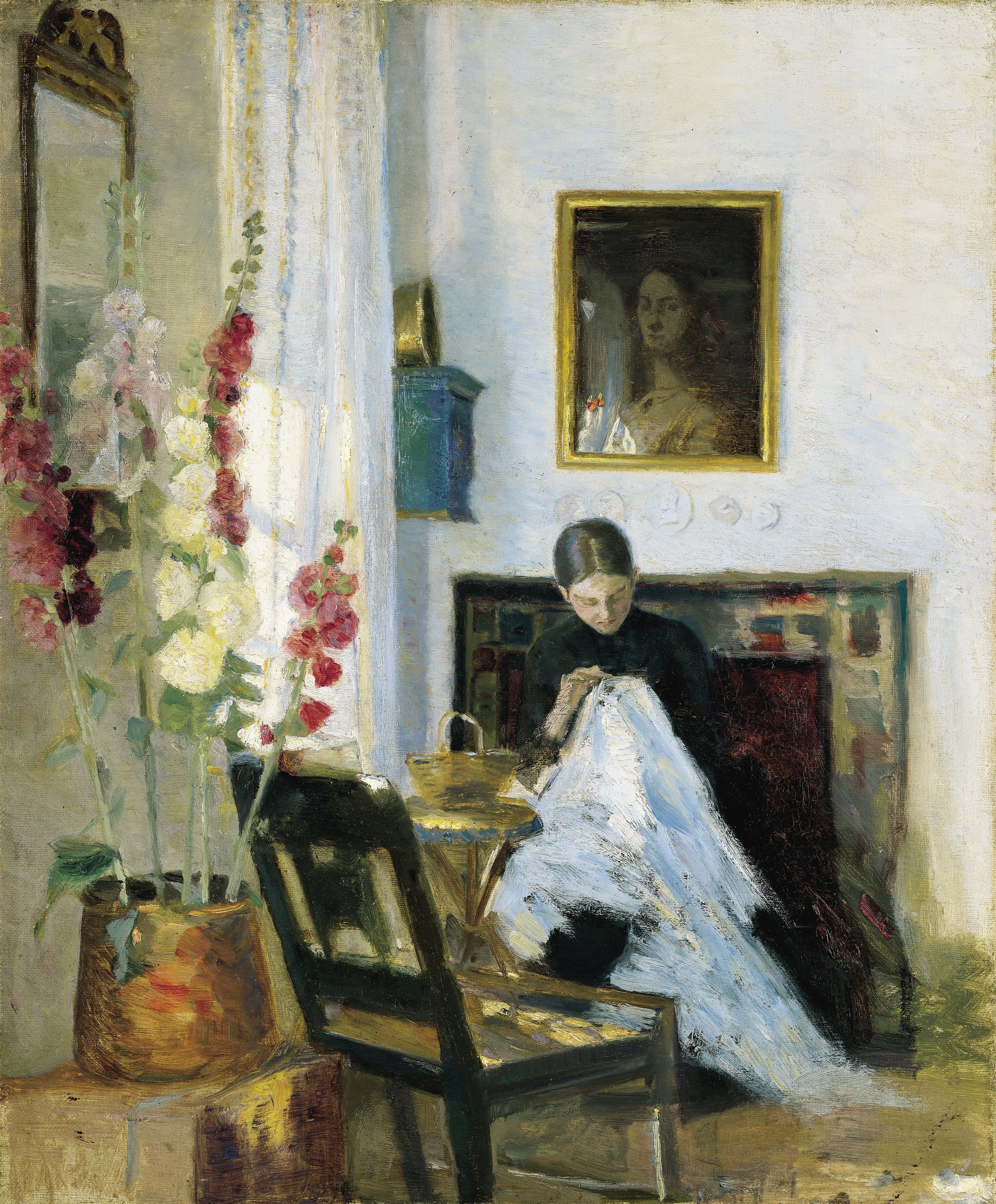
Interior cu fată cosând, Marie Krøyer, nedatată
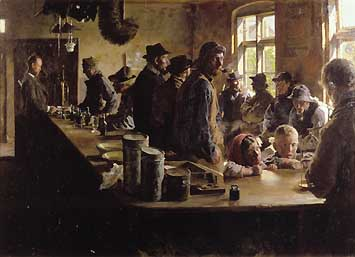
In the Grocer's Store When There is No Fishing, P.S. Krøyer, 1892
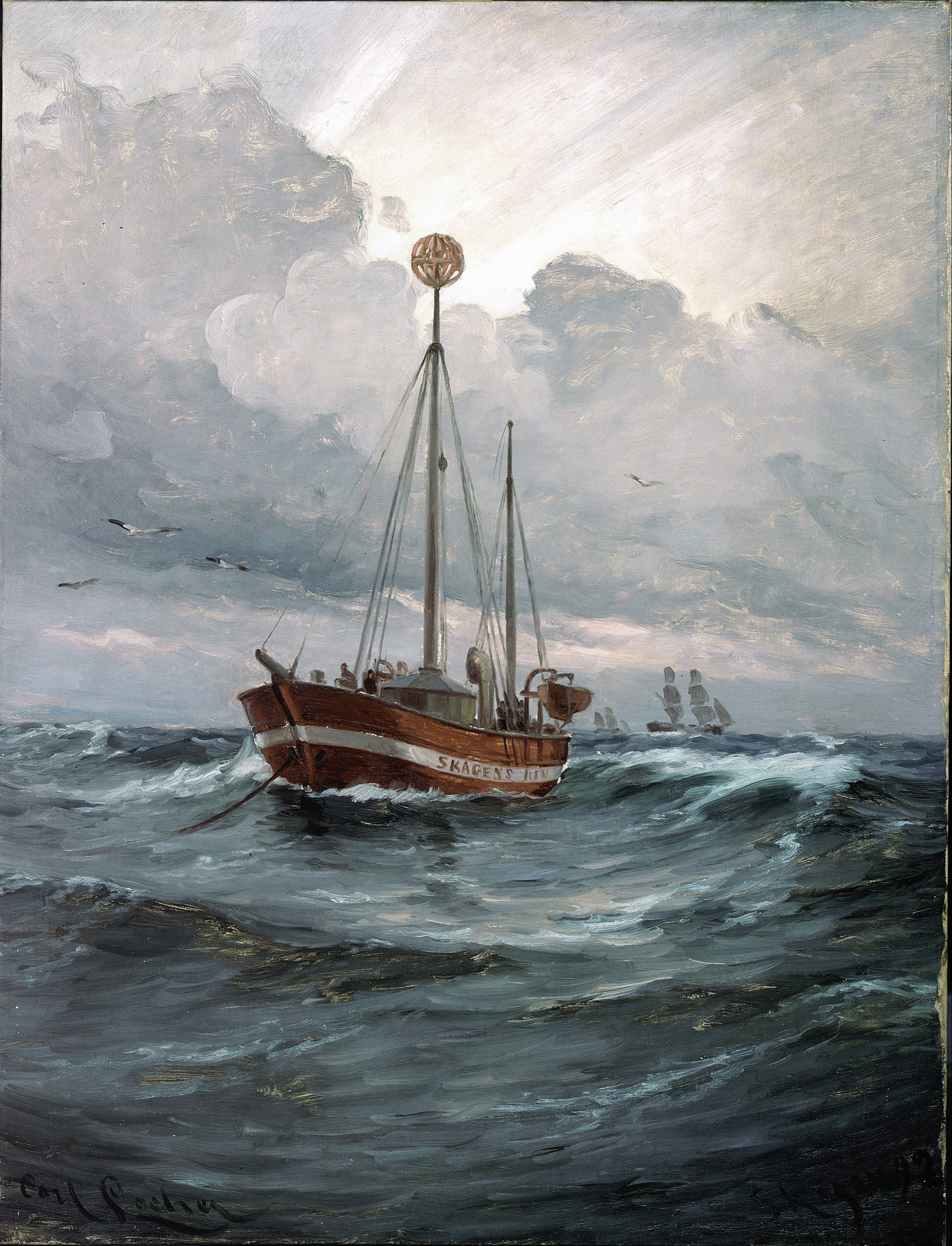
The Lightship at Skagen Reef, Carl Locher, 1892
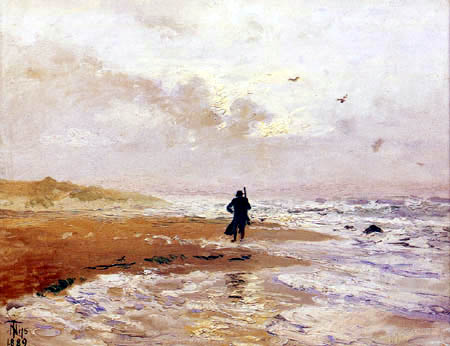
Plaja din Skagen, Thorvald Niss, ca. 1889
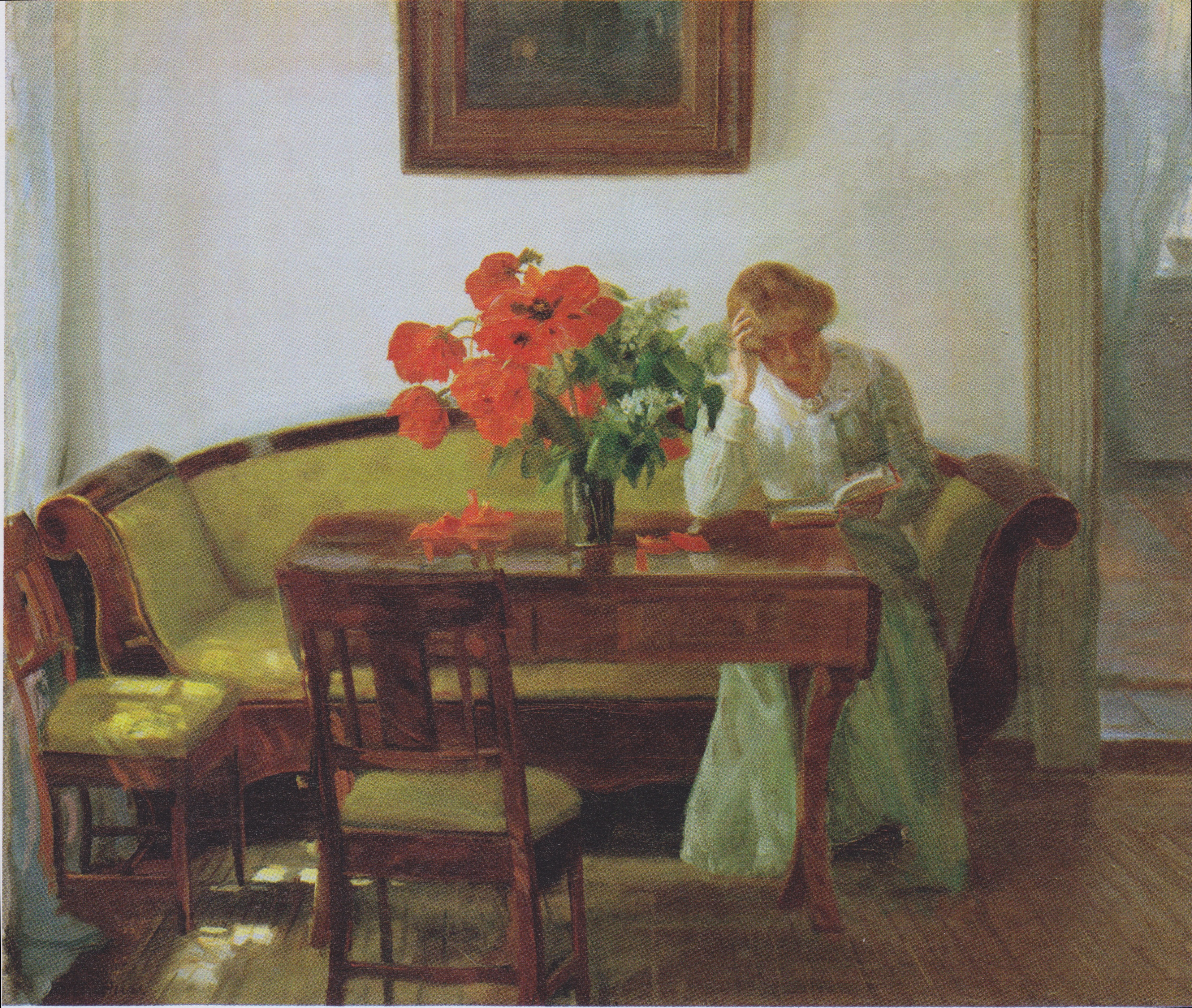
Interior with Poppies and Reading Woman (Lizzy Hohlenberg), Anna Ancher, 1905
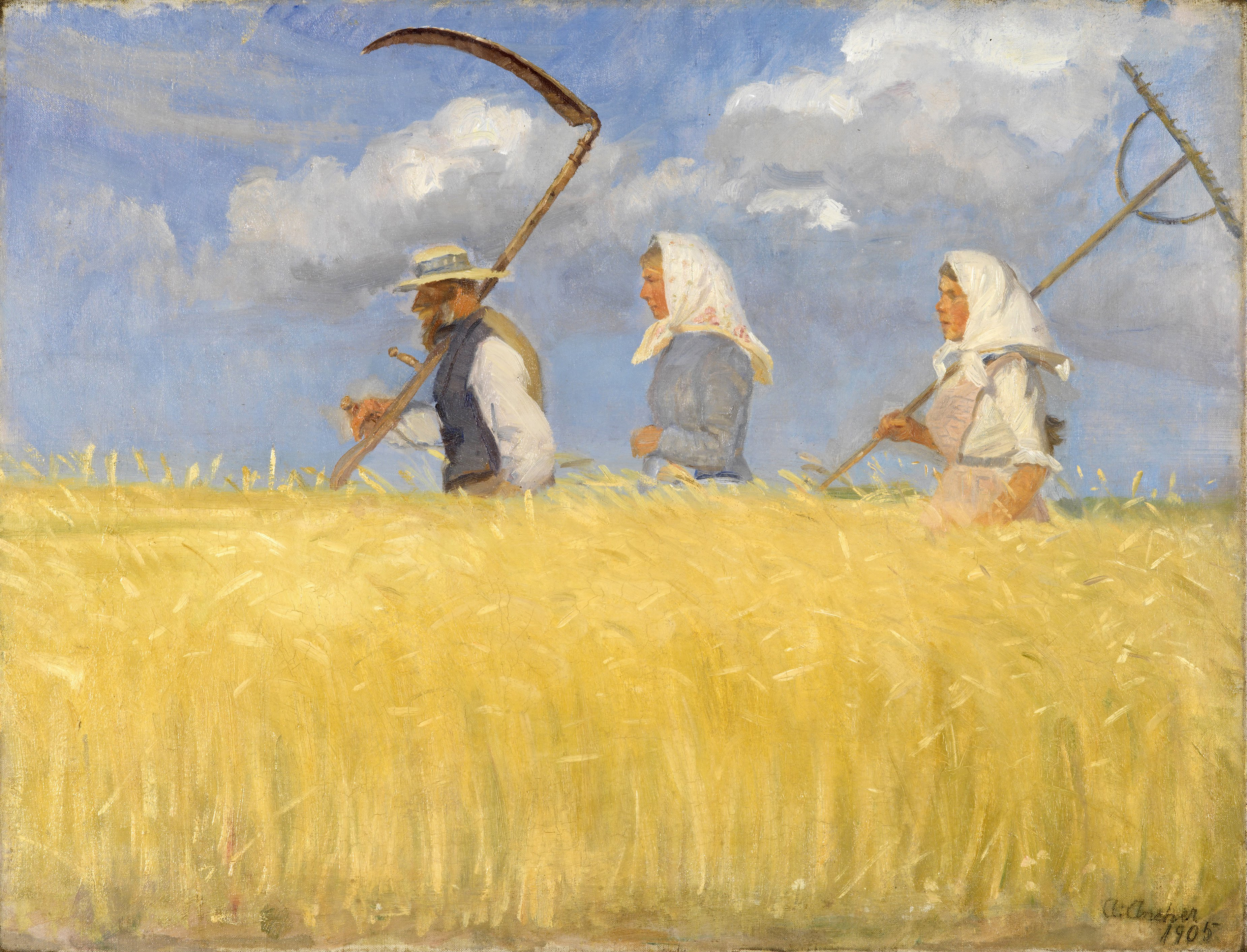
Harvesters, Anna Ancher, 1905
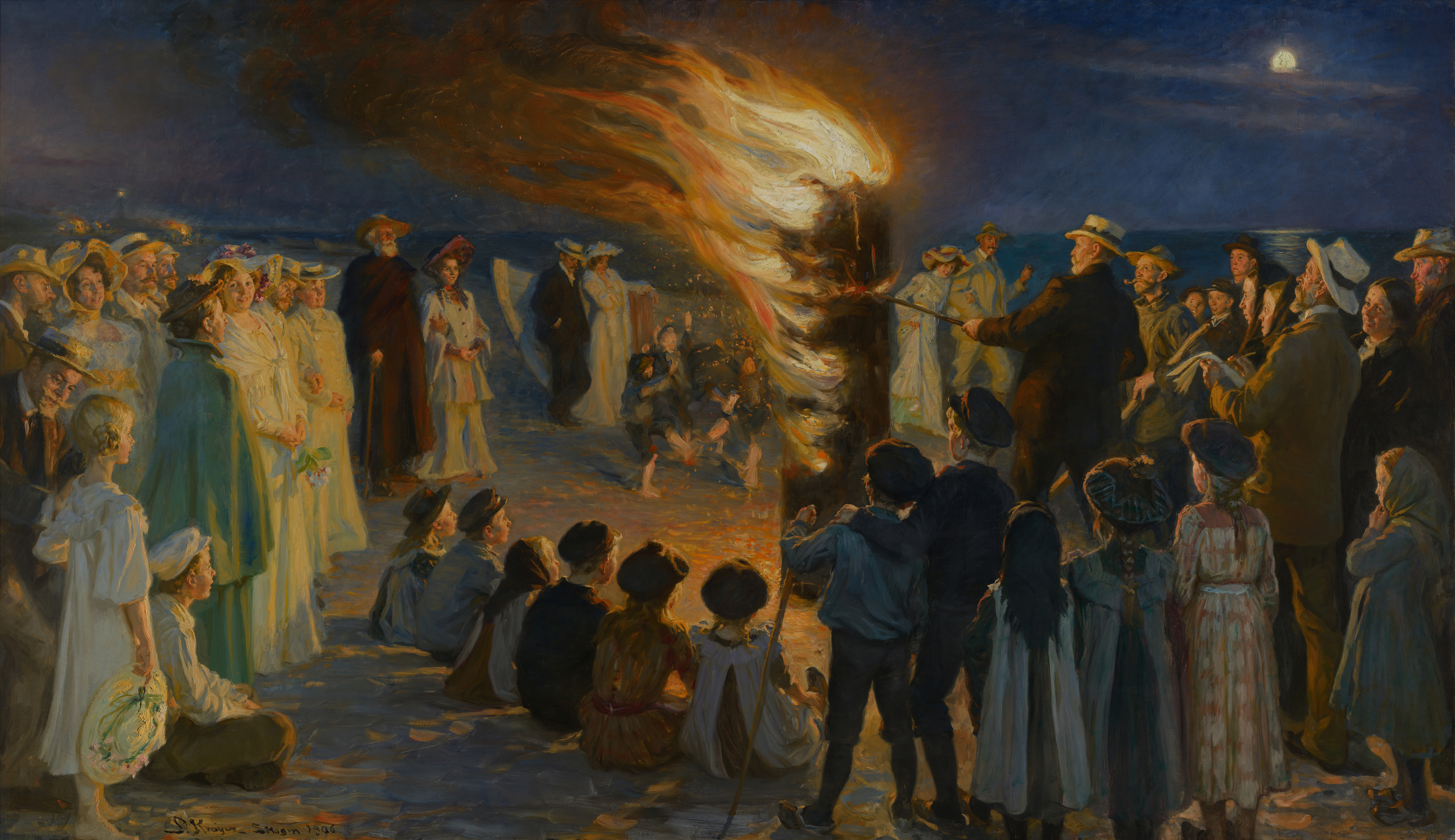
Midsummer Eve Bonfire on Skagen Beach, P.S. Krøyer, 1906
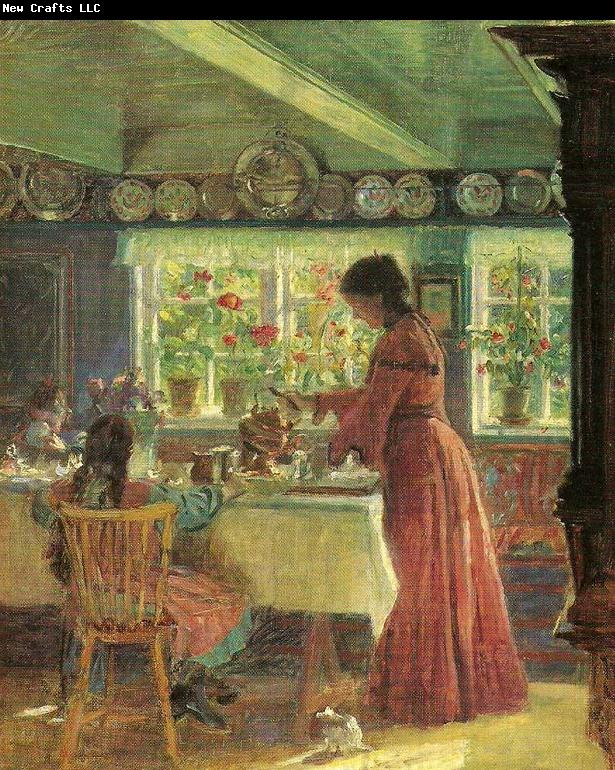
Pouring the Morning Coffee, Laurits Tuxen, 1906
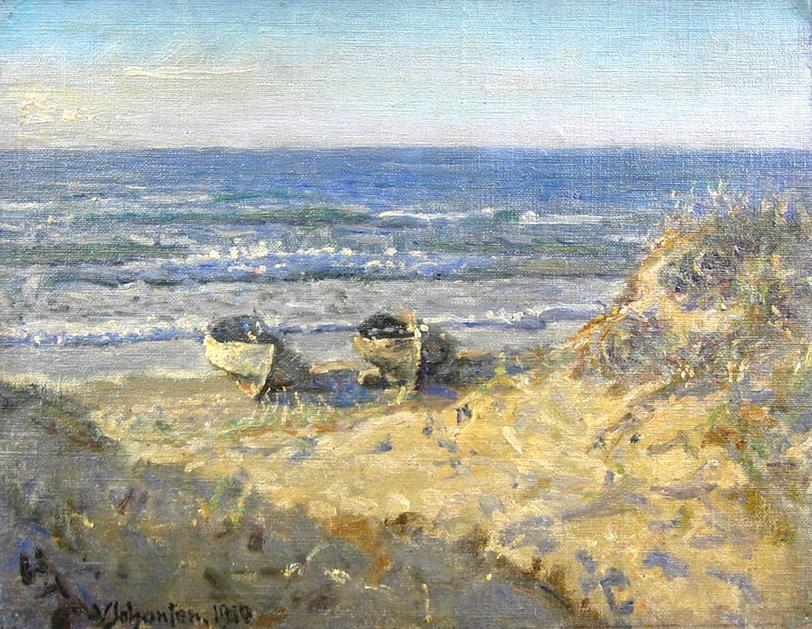
Boats on Sønderstrand in Skagen, Viggo Johansen, 1910
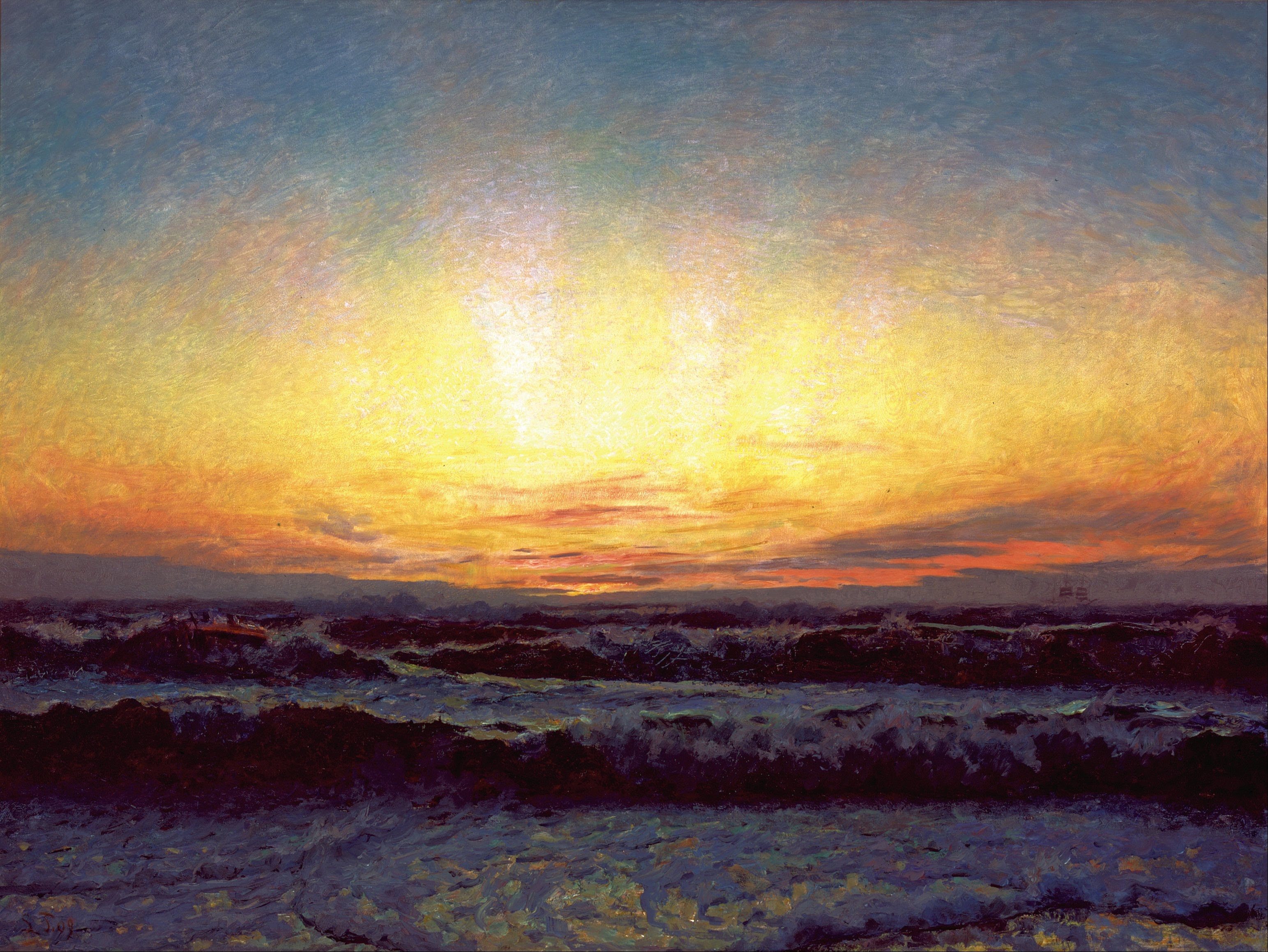
Marea Nordului în timpul furtunii, Laurits Tuxen, 1909
The Drowned Boy is Brought Ashore, Laurits Tuxen, 1913